# Seznam obcí v Česku
Toto je seznam obcí v Česku podle krajů a okresů. V lednu 2023 se v Česku nacházelo 6254 obcí a 4 vojenské újezdy.

## Vznik a zánik obcí po roce 2000
- K 1. lednu 2001 vznikly obce Sytno, Kobylá nad Vidnavkou, Pavlovice u Kojetína, Písečná, Šelešovice, Bohuslavice nad Vláří, Lukoveček a Ostrata.[2]
- K 31. prosinci 2001 zanikly obce Jíno, Kaliště, Stropčice a Prosatín.[3]
- K 31. říjnu 2002 zanikla obec Hostokryje.[4]
- K 31. prosinci 2002 zanikly obce Zahořany, Lhota, Malesice a Domoradice.[4]
- K 31. prosinci 2004 zanikla obec Častolovice.[5]
- K 1. červenci 2006 vznikly obce Ladná a Držovice.[6]
- K 19. říjnu 2006 zanikla obec Hostovice.[6]
- K 31. prosinci 2008 zanikla obec Nemíž.[7]
- K 1. lednu 2009 vznikla obec Želechovice nad Dřevnicí.[8]
- K 1. lednu 2010 vznikla obec Petrov nad Desnou.[8]
- K 1. lednu 2011 vznikla obec Libhošť.[9]
- K 1. lednu 2013 vznikly obce Krhová a Poličná.[10]
- K 31. prosinci 2015 zanikl vojenský újezd Brdy.[11]
- K 1. lednu 2016 vznikly obce Polná na Šumavě, Bražec, Doupovské Hradiště, Kozlov, Luboměř pod Strážnou a Město Libavá.[11]

## Seznam obcí

### Hlavní město Praha
| Kraj                        | Obce  |
| --------------------------- | ----- |
| Hlavní město Praha          | Praha |
| Města jsou vyznačena tučně. |       |

### Středočeský kraj
| Okres                                         | Obce |
| --------------------------------------------- | --- |
| Benešov                                       | Benešov • Bernartice • Bílkovice • Blažejovice • Borovnice • Bukovany • Bystřice • Ctiboř • Čakov • Čechtice • Čerčany • Červený Újezd • Český Šternberk • Čtyřkoly • Děkanovice • Divišov • Dolní Kralovice • Drahňovice • Dunice • Heřmaničky • Hradiště • Hulice • Hvězdonice • Chářovice • Chleby • Chlístov • Chlum • Chmelná • Chocerady • Choratice • Chotýšany • Chrášťany • Jankov • Javorník • Ješetice • Kamberk • Keblov • Kladruby • Kondrac • Kozmice • Krhanice • Krňany • Křečovice • Křivsoudov • Kuňovice • Lešany • Libež • Litichovice • Loket • Louňovice pod Blaníkem • Lštění • Maršovice • Mezno • Miličín • Miřetice • Mnichovice • Mrač • Načeradec • Nespeky • Netvořice • Neustupov • Neveklov • Olbramovice • Ostrov • Ostředek • Pavlovice • Petroupim • Popovice • Poříčí nad Sázavou • Postupice • Pravonín • Přestavlky u Čerčan • Psáře • Pyšely • Rabyně • Radošovice • Rataje • Ratměřice • Řehenice • Řimovice • Sázava • Slověnice • Smilkov • Snět • Soběhrdy • Soutice • Stranný • Strojetice • Struhařov • Střezimíř • Studený • Šetějovice • Tehov • Teplýšovice • Tichonice • Tisem • Tomice • Trhový Štěpánov • Třebešice • Týnec nad Sázavou • Václavice • Veliš • Vlašim • Vodslivy • Vojkov • Votice • Vracovice • Vranov • Vrchotovy Janovice • Všechlapy • Vysoký Újezd • Xaverov • Zdislavice • Zvěstov |
| Beroun                                        | Bavoryně • Beroun • Běštín • Broumy • Březová • Bubovice • Bykoš • Bzová • Cerhovice • Drozdov • Felbabka • Hlásná Třebaň • Hořovice • Hostomice • Hředle • Hudlice • Hvozdec • Hýskov • Chaloupky • Chlustina • Chodouň • Chrustenice • Chyňava • Jivina • Karlštejn • Komárov • Koněprusy • Korno • Kotopeky • Králův Dvůr • Kublov • Lážovice • Lhotka • Libomyšl • Liteň • Loděnice • Lochovice • Lužce • Malá Víska • Málkov • Měňany • Mezouň • Mořina • Mořinka • Nenačovice • Nesvačily • Neumětely • Nižbor • Nový Jáchymov • Olešná • Osek • Osov • Otmíče • Otročiněves • Podbrdy • Podluhy • Praskolesy • Rpety • Skřipel • Skuhrov • Srbsko • Stašov • Suchomasty • Svatá • Svatý Jan pod Skalou • Svinaře • Tetín • Tlustice • Tmaň • Točník • Trubín • Trubská • Újezd • Velký Chlumec • Vinařice • Vižina • Vráž • Všeradice • Vysoký Újezd • Zadní Třebaň • Zaječov • Záluží • Zdice • Žebrák • Železná |
| Kladno                                        | Běleč • Běloky • Beřovice • Bílichov • Blevice • Brandýsek • Braškov • Bratronice • Buštěhrad • Cvrčovice • Černuc • Doksy • Dolany • Drnek • Družec • Dřetovice • Dřínov • Hobšovice • Horní Bezděkov • Hořešovice • Hořešovičky • Hospozín • Hostouň • Hradečno • Hrdlív • Hřebeč • Chržín • Jarpice • Jedomělice • Jemníky • Kačice • Kamenné Žehrovice • Kamenný Most • Kladno • Klobuky • Kmetiněves • Knovíz • Koleč • Královice • Kutrovice • Kvílice • Kyšice • Lány • Ledce • Lhota • Libochovičky • Libovice • Libušín • Lidice • Líský • Loucká • Makotřasy • Malé Kyšice • Malé Přítočno • Malíkovice • Neprobylice • Neuměřice • Otvovice • Páleč • Pavlov • Pchery • Pletený Újezd • Plchov • Podlešín • Poštovice • Pozdeň • Přelíc • Řisuty • Sazená • Slaný • Slatina • Smečno • Stehelčeves • Stochov • Stradonice • Studeněves • Svárov • Svinařov • Šlapanice • Třebichovice • Třebíz • Třebusice • Tuchlovice • Tuřany • Uhy • Unhošť • Velká Dobrá • Velké Přítočno • Velvary • Vinařice • Vraný • Vrbičany • Zájezd • Zákolany • Zichovec • Zlonice • Zvoleněves • Želenice • Žilina • Žižice |
| Kolín                                         | Barchovice • Bečváry • Bělušice • Břežany I • Břežany II • Býchory • Cerhenice • Církvice • Černíky • Červené Pečky • Český Brod • Dobřichov • Dolní Chvatliny • Dománovice • Doubravčice • Drahobudice • Grunta • Horní Kruty • Hradešín • Choťovice • Chotutice • Chrášťany • Jestřabí Lhota • Kbel • Klášterní Skalice • Klučov • Kolín • Konárovice • Kořenice • Kouřim • Krakovany • Krupá • Krychnov • Křečhoř • Kšely • Libenice • Libodřice • Lipec • Lošany • Malotice • Masojedy • Mrzky • Nebovidy • Němčice • Nová Ves I • Ohaře • Ovčáry • Pašinka • Pečky • Plaňany • Pňov-Předhradí • Polepy • Polní Chrčice • Polní Voděrady • Poříčany • Přehvozdí • Přistoupim • Přišimasy • Radim • Radovesnice I • Radovesnice II • Ratboř • Ratenice • Rostoklaty • Skvrňov • Starý Kolín • Svojšice • Tatce • Tismice • Toušice • Třebovle • Tři Dvory • Tuchoraz • Tuklaty • Týnec nad Labem • Uhlířská Lhota • Veletov • Velim • Velký Osek • Veltruby • Vitice • Volárna • Vrátkov • Vrbčany • Zalešany • Zásmuky • Žabonosy • Ždánice • Žehuň • Žiželice |
| Kutná Hora                                    | Adamov • Bernardov • Bílé Podolí • Bludov • Bohdaneč • Brambory • Bratčice • Církvice • Čáslav • Čejkovice • Černíny • Červené Janovice • Čestín • Dobrovítov • Dolní Pohleď • Drobovice • Hlízov • Horka I • Horka II • Horky • Horušice • Hostovlice • Hraběšín • Chabeřice • Chlístovice • Chotusice • Kácov • Kluky • Kobylnice • Košice • Krchleby • Křesetice • Kutná Hora • Ledečko • Malešov • Miskovice • Močovice • Nepoměřice • Nové Dvory • Okřesaneč • Onomyšl • Opatovice I • Paběnice • Pertoltice • Petrovice I • Petrovice II • Podveky • Potěhy • Rašovice • Rataje nad Sázavou • Rohozec • Řendějov • Samopše • Semtěš • Schořov • Slavošov • Soběšín • Souňov • Staňkovice • Starkoč • Sudějov • Suchdol • Svatý Mikuláš • Šebestěnice • Štipoklasy • Třebešice • Třebětín • Třebonín • Tupadly • Uhlířské Janovice • Úmonín • Úžice • Vavřinec • Vidice • Vinaře • Vlačice • Vlastějovice • Vlkaneč • Vodranty • Vrdy • Záboří nad Labem • Zbizuby • Zbraslavice • Zbýšov • Zruč nad Sázavou • Žáky • Žehušice • Žleby |
| Mělník                                        | Býkev • Byšice • Cítov • Čakovičky • Čečelice • Dobřeň • Dolany nad Vltavou • Dolní Beřkovice • Dolní Zimoř • Dřínov • Horní Počaply • Hořín • Hostín u Vojkovic • Hostín • Chlumín • Chorušice • Chvatěruby • Jeviněves • Kadlín • Kanina • Kly • Kojetice • Kokořín • Kostelec nad Labem • Kozomín • Kralupy nad Vltavou • Ledčice • Lhotka • Liběchov • Libiš • Liblice • Lobeč • Lužec nad Vltavou • Malý Újezd • Medonosy • Mělnické Vtelno • Mělník • Mšeno • Nebužely • Nedomice • Nelahozeves • Neratovice • Nosálov • Nová Ves • Obříství • Olovnice • Ovčáry • Postřižín • Řepín • Spomyšl • Stránka • Střemy • Tišice • Tuhaň • Tupadly • Újezdec • Úžice • Velký Borek • Veltrusy • Vidim • Vojkovice • Vraňany • Všestudy • Všetaty • Vysoká • Zálezlice • Zlončice • Zlosyň • Želízy |
| Mladá Boleslav                                | Bakov nad Jizerou • Bělá pod Bezdězem • Benátky nad Jizerou • Bezno • Bílá Hlína • Bítouchov • Boreč • Boseň • Bradlec • Branžež • Brodce • Březina • Březno • Březovice • Bukovno • Ctiměřice • Čachovice • Čistá • Dalovice • Dlouhá Lhota • Dobrovice • Dobšín • Dolní Bousov • Dolní Krupá • Dolní Slivno • Dolní Stakory • Domousnice • Doubravička • Horky nad Jizerou • Horní Bukovina • Horní Slivno • Hrdlořezy • Hrušov • Husí Lhota • Charvatce • Chocnějovice • Chotětov • Chudíř • Jabkenice • Jivina • Jizerní Vtelno • Josefův Důl • Katusice • Klášter Hradiště nad Jizerou • Kluky • Kněžmost • Kobylnice • Kochánky • Kolomuty • Koryta • Kosmonosy • Kosořice • Košátky • Kováň • Kovanec • Krásná Ves • Krnsko • Kropáčova Vrutice • Ledce • Lhotky • Lipník • Loukov • Loukovec • Luštěnice • Mečeříž • Mladá Boleslav • Mnichovo Hradiště • Mohelnice nad Jizerou • Mukařov • Němčice • Nemyslovice • Nepřevázka • Neveklovice • Niměřice • Nová Telib • Nová Ves u Bakova • Obrubce • Obruby • Pěčice • Pětikozly • Petkovy • Písková Lhota • Plazy • Plužná • Prodašice • Předměřice nad Jizerou • Přepeře • Ptýrov • Rabakov • Rohatsko • Rokytá • Rokytovec • Řepov • Řitonice • Sedlec • Semčice • Sezemice • Skalsko • Skorkov • Smilovice • Sojovice • Sovínky • Strašnov • Strážiště • Strenice • Sudoměř • Sukorady • Tuřice • Ujkovice • Velké Všelisy • Veselice • Vinařice • Vinec • Vlkava • Vrátno • Všejany • Zdětín • Žďár • Žerčice • Židněves |
| Nymburk                                       | Běrunice • Bobnice • Bříství • Budiměřice • Čilec • Činěves • Dlouhopolsko • Dobšice • Dvory • Dymokury • Hořany • Hořátev • Hradčany • Hradištko • Hrubý Jeseník • Chleby • Choťánky • Chotěšice • Chrást • Chroustov • Jíkev • Jiřice • Jizbice • Kamenné Zboží • Kněžice • Kněžičky • Kolaje • Kostelní Lhota • Kostomlátky • Kostomlaty nad Labem • Košík • Kounice • Kouty • Kovanice • Krchleby • Křečkov • Křinec • Libice nad Cidlinou • Loučeň • Lysá nad Labem • Mcely • Městec Králové • Milčice • Milovice • Netřebice • Nový Dvůr • Nymburk • Odřepsy • Okřínek • Opočnice • Opolany • Oseček • Oskořínek • Ostrá • Pátek • Písková Lhota • Písty • Poděbrady • Podmoky • Přerov nad Labem • Rožďalovice • Sadská • Sány • Seletice • Semice • Senice • Sloveč • Sokoleč • Stará Lysá • Starý Vestec • Straky • Stratov • Třebestovice • Úmyslovice • Velenice • Velenka • Vestec • Vlkov pod Oškobrhem • Vrbice • Vrbová Lhota • Všechlapy • Vykáň • Záhornice • Zbožíčko • Zvěřínek • Žitovlice |
| Praha-východ                                  | Babice • Bašť • Borek • Bořanovice • Brandýs nad Labem-Stará Boleslav • Brázdim • Březí • Čelákovice • Černé Voděrady • Čestlice • Dobročovice • Dobřejovice • Doubek • Dřevčice • Dřísy • Herink • Hlavenec • Horoušany • Hovorčovice • Hrusice • Husinec • Jenštejn • Jevany • Jirny • Kaliště • Kamenice • Káraný • Klecany • Klíčany • Klokočná • Konětopy • Konojedy • Kostelec nad Černými lesy • Kostelec u Křížků • Kostelní Hlavno • Kozojedy • Křenek • Křenice • Křížkový Újezdec • Kunice • Květnice • Lázně Toušeň • Lhota • Líbeznice • Louňovice • Máslovice • Měšice • Mirošovice • Mnichovice • Modletice • Mochov • Mratín • Mukařov • Nehvizdy • Nová Ves • Nový Vestec • Nučice • Nupaky • Odolena Voda • Oleška • Ondřejov • Oplany • Panenské Břežany • Pětihosty • Petříkov • Podolanka • Polerady • Popovičky • Prusice • Předboj • Přezletice • Radějovice • Radonice • Říčany • Sedlec • Senohraby • Sibřina • Sluhy • Sluštice • Strančice • Struhařov • Stříbrná Skalice • Sudovo Hlavno • Sulice • Svémyslice • Světice • Svojetice • Šestajovice • Škvorec • Štíhlice • Tehov • Tehovec • Úvaly • Veleň • Veliká Ves • Velké Popovice • Větrušice • Vlkančice • Vodochody • Všestary • Vyšehořovice • Výžerky • Vyžlovka • Zápy • Záryby • Zdiby • Zeleneč • Zlatá • Zlonín • Zvánovice |
| Praha-západ                                   | Bojanovice • Bratřínov • Březová-Oleško • Buš • Černolice • Černošice • Červený Újezd • Číčovice • Čisovice • Davle • Dobrovíz • Dobříč • Dobřichovice • Dolní Břežany • Drahelčice • Holubice • Horoměřice • Hostivice • Hradištko • Hvozdnice • Choteč • Chrášťany • Chýně • Chýnice • Jeneč • Jesenice • Jílové u Prahy • Jíloviště • Jinočany • Kamenný Přívoz • Karlík • Klínec • Kněževes • Kosoř • Kytín • Lety • Libčice nad Vltavou • Libeř • Lichoceves • Líšnice • Měchenice • Mníšek pod Brdy • Nučice • Ohrobec • Okoř • Okrouhlo • Ořech • Petrov • Pohoří • Průhonice • Psáry • Ptice • Roblín • Roztoky • Rudná • Řevnice • Řitka • Slapy • Statenice • Středokluky • Svrkyně • Štěchovice • Tachlovice • Trnová • Třebotov • Tuchoměřice • Tursko • Úholičky • Úhonice • Únětice • Velké Přílepy • Vestec • Vonoklasy • Vrané nad Vltavou • Všenory • Zahořany • Zbuzany • Zlatníky-Hodkovice • Zvole |
| Příbram                                       | Bezděkov pod Třemšínem • Bohostice • Bohutín • Borotice • Bratkovice • Březnice • Buková u Příbramě • Bukovany • Cetyně • Čenkov • Čím • Daleké Dušníky • Dlouhá Lhota • Dobříš • Dolní Hbity • Drahenice • Drahlín • Drásov • Drevníky • Drhovy • Dubenec • Dublovice • Dubno • Háje • Hluboš • Hlubyně • Horčápsko • Hřiměždice • Hudčice • Hvožďany • Chotilsko • Chrást • Chraštice • Jablonná • Jesenice • Jince • Kamýk nad Vltavou • Klučenice • Kňovice • Korkyně • Kosova Hora • Kotenčice • Koupě • Kozárovice • Krásná Hora nad Vltavou • Křepenice • Křešín • Láz • Lazsko • Lešetice • Lhota u Příbramě • Malá Hraštice • Milešov • Milín • Modřovice • Mokrovraty • Nalžovice • Narysov • Nečín • Nedrahovice • Nechvalice • Nepomuk • Nestrašovice • Nová Ves pod Pleší • Nové Dvory • Nový Knín • Občov • Obecnice • Obory • Obořiště • Ohrazenice • Osečany • Ostrov • Ouběnice • Pečice • Petrovice • Pičín • Počaply • Počepice • Podlesí • Prosenická Lhota • Příbram • Příčovy • Radětice • Radíč • Rosovice • Rožmitál pod Třemšínem • Rybníky • Sádek • Sedlčany • Sedlec-Prčice • Sedlice • Smolotely • Solenice • Stará Huť • Starosedlský Hrádek • Suchodol • Svaté Pole • Svatý Jan • Svojšice • Štětkovice • Těchařovice • Tochovice • Trhové Dušníky • Třebsko • Tušovice • Velká Lečice • Věšín • Višňová • Volenice • Voznice • Vrančice • Vranovice • Vševily • Vysoká u Příbramě • Vysoký Chlumec • Zalužany • Zbenice • Zduchovice • Županovice     |
| Rakovník                                      | Bdín • Branov • Břežany • Čistá • Děkov • Drahouš • Hořesedly • Hořovičky • Hracholusky • Hřebečníky • Hředle • Hvozd • Chrášťany • Janov • Jesenice • Kalivody • Karlova Ves • Kněževes • Kolešov • Kolešovice • Kounov • Kozojedy • Krakov • Krakovec • Kroučová • Krty • Krupá • Krušovice • Křivoklát • Lašovice • Lišany • Lubná • Lužná • Malinová • Městečko • Milostín • Milý • Mšec • Mšecké Žehrovice • Mutějovice • Nesuchyně • Nezabudice • Nové Strašecí • Nový Dům • Olešná • Oráčov • Panoší Újezd • Pavlíkov • Petrovice • Pochvalov • Přerubenice • Příčina • Přílepy • Pšovlky • Pustověty • Račice • Rakovník • Roztoky • Ruda • Rynholec • Řeřichy • Řevničov • Senec • Senomaty • Skryje • Slabce • Smilovice • Srbeč • Svojetín • Sýkořice • Šanov • Šípy • Švihov • Třeboc • Třtice • Václavy • Velká Buková • Velká Chmelištná • Všesulov • Všetaty • Zavidov • Zbečno • Žďár |
| Města jsou vyznačena tučně, městyse kurzívou. | |

### Jihočeský kraj
| Okres                                         | Obce |
| --------------------------------------------- | --- |
| České Budějovice                              | Adamov • Bečice • Borek • Borovany • Borovnice • Boršov nad Vltavou • Bošilec • Branišov • Břehov • Čakov • Čejkovice • Čenkov u Bechyně • České Budějovice • Čížkrajice • Dasný • Dívčice • Dobrá Voda u Českých Budějovic • Dobšice • Dolní Bukovsko • Doubravice • Doudleby • Drahotěšice • Dražíč • Dříteň • Dubičné • Dubné • Dynín • Habří • Hartmanice • Heřmaň • Hlavatce • Hlincová Hora • Hluboká nad Vltavou • Homole • Horní Kněžeklady • Horní Stropnice • Hosín • Hosty • Hradce • Hranice • Hrdějovice • Hůry • Hvozdec • Chotýčany • Chrášťany • Jankov • Jílovice • Jivno • Kamenná • Kamenný Újezd • Komařice • Kvítkovice • Ledenice • Libín • Libníč • Lipí • Lišov • Litvínovice • Ločenice • Mazelov • Mladošovice • Modrá Hůrka • Mokrý Lom • Mydlovary • Nákří • Nedabyle • Neplachov • Nová Ves • Nové Hrady • Olešnice • Olešník • Ostrolovský Újezd • Petříkov • Pištín • Planá • Plav • Radošovice • Roudné • Rudolfov • Římov • Sedlec • Slavče • Srubec • Staré Hodějovice • Strážkovice • Strýčice • Střížov • Svatý Jan nad Malší • Ševětín • Štěpánovice • Temelín • Trhové Sviny • Týn nad Vltavou • Úsilné • Včelná • Vidov • Vitín • Vlkov • Vrábče • Vráto • Všemyslice • Záboří • Zahájí • Závraty • Zliv • Zvíkov • Žabovřesky • Žár • Žimutice                                                                                           |
| Český Krumlov                                 | Benešov nad Černou • Besednice • Bohdalovice • Brloh • Bujanov • Černá v Pošumaví • Český Krumlov • Dolní Dvořiště • Dolní Třebonín • Frymburk • Holubov • Horní Dvořiště • Horní Planá • Hořice na Šumavě • Chlumec • Chvalšiny • Kájov • Kaplice • Křemže • Lipno nad Vltavou • Loučovice • Malonty • Malšín • Mirkovice • Mojné • Netřebice • Nová Ves • Omlenice • Pohorská Ves • Polná na Šumavě • Přední Výtoň • Přídolí • Přísečná • Rožmberk nad Vltavou • Rožmitál na Šumavě • Soběnov • Srnín • Střítež • Světlík • Velešín • Větřní • Věžovatá Pláně • Vyšší Brod • Zlatá Koruna • Zubčice • Zvíkov • vojenský újezd Boletice |
| Jindřichův Hradec                             | Báňovice • Bednárec • Bednáreček • Blažejov • Bořetín • Březina • Budeč • Budíškovice • Cep • Cizkrajov • Červený Hrádek • České Velenice • Český Rudolec • Číměř • Člunek • Dačice • Dešná • Deštná • Dívčí Kopy • Dobrohošť • Dolní Pěna • Dolní Žďár • Domanín • Doňov • Drunče • Dunajovice • Dvory nad Lužnicí • Frahelž • Hadravova Rosička • Halámky • Hamr • Hatín • Heřmaneč • Horní Meziříčko • Horní Němčice • Horní Pěna • Horní Radouň • Horní Skrýchov • Horní Slatina • Hospříz • Hrachoviště • Hříšice • Chlum u Třeboně • Jarošov nad Nežárkou • Jilem • Jindřichův Hradec • Kačlehy • Kamenný Malíkov • Kardašova Řečice • Klec • Kostelní Radouň • Kostelní Vydří • Kunžak • Lásenice • Lodhéřov • Lomnice nad Lužnicí • Lužnice • Majdalena • Nová Bystřice • Nová Olešná • Nová Včelnice • Nová Ves nad Lužnicí • Novosedly nad Nežárkou • Okrouhlá Radouň • Peč • Písečné • Pístina • Plavsko • Pleše • Pluhův Žďár • Polště • Ponědraž • Ponědrážka • Popelín • Příbraz • Rapšach • Ratiboř • Rodvínov • Roseč • Rosička • Slavonice • Smržov • Staňkov • Staré Hobzí • Staré Město pod Landštejnem • Stráž nad Nežárkou • Strmilov • Stříbřec • Střížovice • Studená • Suchdol nad Lužnicí • Světce • Třebětice • Třeboň • Újezdec • Velký Ratmírov • Vícemil • Višňová • Vlčetínec • Volfířov • Vydří • Záblatí • Záhoří • Zahrádky • Žďár • Županovice |
| Písek                                         | Albrechtice nad Vltavou • Bernartice • Borovany • Boudy • Božetice • Branice • Cerhonice • Čimelice • Čížová • Dobev • Dolní Novosedly • Drhovle • Heřmaň • Horosedly • Hrazany • Hrejkovice • Chyšky • Jetětice • Jickovice • Kestřany • Kluky • Kostelec nad Vltavou • Kovářov • Kožlí • Králova Lhota • Křenovice • Křižanov • Kučeř • Květov • Lety • Milevsko • Minice • Mirotice • Mirovice • Mišovice • Myslín • Nerestce • Nevězice • Okrouhlá • Olešná • Orlík nad Vltavou • Osek • Oslov • Ostrovec • Paseky • Písek • Podolí I • Probulov • Protivín • Přeborov • Předotice • Přeštěnice • Putim • Rakovice • Ražice • Sepekov • Skály • Slabčice • Smetanova Lhota • Stehlovice • Tálín • Temešvár • Varvažov • Veselíčko • Vlastec • Vlksice • Vojníkov • Vráž • Vrcovice • Záhoří • Zbelítov • Zběšičky • Zhoř • Zvíkovské Podhradí • Žďár |
| Prachatice                                    | Babice • Bohumilice • Bohunice • Borová Lada • Bošice • Budkov • Buk • Bušanovice • Čkyně • Drslavice • Dub • Dvory • Horní Vltavice • Hracholusky • Husinec • Chlumany • Chroboly • Chvalovice • Kratušín • Křišťanov • Ktiš • Kubova Huť • Kvilda • Lažiště • Lčovice • Lenora • Lhenice • Lipovice • Lužice • Mahouš • Malovice • Mičovice • Nebahovy • Němčice • Netolice • Nicov • Nová Pec • Nové Hutě • Olšovice • Pěčnov • Prachatice • Radhostice • Stachy • Stožec • Strážný • Strunkovice nad Blanicí • Svatá Maří • Šumavské Hoštice • Těšovice • Tvrzice • Újezdec • Vacov • Vimperk • Vitějovice • Vlachovo Březí • Volary • Vrbice • Záblatí • Zábrdí • Zálezly • Zbytiny • Zdíkov • Žárovná • Želnava • Žernovice |
| Strakonice                                    | Bavorov • Bělčice • Bezdědovice • Bílsko • Blatná • Bratronice • Březí • Budyně • Buzice • Cehnice • Čečelovice • Čejetice • Čepřovice • Čestice • Číčenice • Doubravice • Drahonice • Drachkov • Drážov • Droužetice • Dřešín • Hajany • Hájek • Hlupín • Horní Poříčí • Hornosín • Hoslovice • Hoštice • Chelčice • Chlum • Chobot • Chrášťovice • Jinín • Kadov • Kalenice • Katovice • Kladruby • Kocelovice • Krajníčko • Kraselov • Krašlovice • Krejnice • Krty-Hradec • Kuřimany • Kváskovice • Lažánky • Lažany • Libějovice • Libětice • Litochovice • Lnáře • Lom • Mačkov • Malenice • Mečichov • Měkynec • Milejovice • Miloňovice • Mnichov • Mutěnice • Myštice • Nebřehovice • Němčice • Němětice • Nihošovice • Nišovice • Nová Ves • Novosedly • Osek • Paračov • Pivkovice • Pohorovice • Pracejovice • Předmíř • Přední Zborovice • Předslavice • Přechovice • Přešťovice • Radějovice • Radomyšl • Radošovice • Rovná • Řepice • Sedlice • Skály • Skočice • Slaník • Sousedovice • Stožice • Strakonice • Strašice • Strunkovice nad Volyňkou • Střelské Hoštice • Škvořetice • Štěchovice • Štěkeň • Tchořovice • Truskovice • Třebohostice • Třešovice • Úlehle • Únice • Uzenice • Uzeničky • Vacovice • Velká Turná • Vodňany • Volenice • Volyně • Záboří • Zahorčice • Zvotoky                                                                       |
| Tábor                                         | Balkova Lhota • Bečice • Bechyně • Běleč • Borkovice • Borotín • Bradáčov • Březnice • Budislav • Černýšovice • Dírná • Dlouhá Lhota • Dobronice u Bechyně • Dolní Hořice • Dolní Hrachovice • Drahov • Dráchov • Dražice • Dražičky • Drhovice • Haškovcova Lhota • Hlasivo • Hlavatce • Hodětín • Hodonice • Chotěmice • Chotoviny • Choustník • Chrbonín • Chýnov • Jedlany • Jistebnice • Katov • Klenovice • Komárov • Košice • Košín • Krátošice • Krtov • Libějice • Lom • Malšice • Mažice • Meziříčí • Mezná • Mladá Vožice • Mlýny • Myslkovice • Nadějkov • Nasavrky • Nemyšl • Nová Ves u Chýnova • Nová Ves u Mladé Vožice • Oldřichov • Opařany • Planá nad Lužnicí • Pohnánec • Pohnání • Pojbuky • Přehořov • Psárov • Radenín • Radětice • Radimovice u Tábora • Radimovice u Želče • Radkov • Rataje • Ratibořské Hory • Rodná • Roudná • Řemíčov • Řepeč • Řípec • Sedlečko u Soběslavě • Sezimovo Ústí • Skalice • Skopytce • Skrýchov u Malšic • Slapsko • Slapy • Smilovy Hory • Soběslav • Stádlec • Sudoměřice u Bechyně • Sudoměřice u Tábora • Sviny • Svrabov • Šebířov • Tábor • Třebějice • Tučapy • Turovec • Ústrašice • Val • Vesce • Veselí nad Lužnicí • Vilice • Vlastiboř • Vlčeves • Vlkov • Vodice • Zadní Střítež • Záhoří • Zálší • Zhoř u Mladé Vožice • Zhoř u Tábora • Zlukov • Zvěrotice • Želeč • Žíšov                             |
| Města jsou vyznačena tučně, městyse kurzívou. | |

### Plzeňský kraj
| Okres                                         | Obce |
| --------------------------------------------- | --- |
| Domažlice                                     | Babylon • Bělá nad Radbuzou • Blížejov • Brnířov • Čermná • Česká Kubice • Díly • Domažlice • Drahotín • Draženov • Hlohová • Hlohovčice • Hora Svatého Václava • Horšovský Týn • Hostouň • Hradiště • Hvožďany • Chocomyšl • Chodov • Chodská Lhota • Chrastavice • Kanice • Kaničky • Kdyně • Klenčí pod Čerchovem • Koloveč • Kout na Šumavě • Křenovy • Libkov • Loučim • Luženičky • Meclov • Mezholezy (dříve okres Domažlice) • Mezholezy (dříve okres Horšovský Týn) • Milavče • Mířkov • Mnichov • Močerady • Mrákov • Mutěnín • Nemanice • Němčice • Nevolice • Nová Ves • Nový Kramolín • Osvračín • Otov • Pařezov • Pasečnice • Pec • Pelechy • Poběžovice • Pocinovice • Poděvousy • Postřekov • Puclice • Rybník • Semněvice • Spáňov • Srbice • Srby • Staňkov • Stráž • Tlumačov • Trhanov • Úboč • Újezd • Únějovice • Úsilov • Velký Malahov • Vidice • Vlkanov • Všepadly • Všeruby • Zahořany • Ždánov |
| Klatovy                                       | Běhařov • Běšiny • Bezděkov • Biřkov • Bolešiny • Břežany • Budětice • Bukovník • Čachrov • Černíkov • Červené Poříčí • Číhaň • Čímice • Dešenice • Dlažov • Dlouhá Ves • Dobršín • Dolany • Domoraz • Dražovice • Frymburk • Hamry • Hartmanice • Hejná • Hlavňovice • Hnačov • Horažďovice • Horská Kvilda • Hrádek • Hradešice • Chanovice • Chlistov • Chudenice • Chudenín • Janovice nad Úhlavou • Javor • Ježovy • Kašperské Hory • Kejnice • Klatovy • Klenová • Kolinec • Kovčín • Křenice • Kvášňovice • Lomec • Malý Bor • Maňovice • Měčín • Mezihoří • Mlýnské Struhadlo • Modrava • Mochtín • Mokrosuky • Myslív • Myslovice • Nalžovské Hory • Nehodiv • Nezamyslice • Nezdice na Šumavě • Nýrsko • Obytce • Olšany • Ostřetice • Pačejov • Petrovice u Sušice • Plánice • Podmokly • Poleň • Prášily • Předslav • Rabí • Rejštejn • Slatina • Soběšice • Srní • Strašín • Strážov • Sušice • Svéradice • Švihov • Tužice • Týnec • Újezd u Plánice • Velhartice • Velké Hydčice • Velký Bor • Vrhaveč • Vřeskovice • Zavlekov • Zborovy • Železná Ruda • Žihobce • Žichovice |
| Plzeň-jih                                     | Blovice • Bolkov • Borovno • Borovy • Buková • Bukovec • Čečovice • Černovice • Čižice • Čížkov • Čmelíny • Dnešice • Dobřany • Dolce • Dolní Lukavice • Drahkov • Holýšov • Honezovice • Horní Kamenice • Horní Lukavice • Horšice • Hradec • Hradiště • Chlum • Chlumčany • Chlumy • Chocenice • Chotěšov • Jarov • Kasejovice • Kbel • Klášter • Kotovice • Kozlovice • Kramolín • Kvíčovice • Letiny • Lisov • Líšina • Louňová • Lužany • Měcholupy • Merklín • Mileč • Milínov • Míšov • Mladý Smolivec • Mohelnice • Nebílovy • Nekvasovy • Nepomuk • Netunice • Neuměř • Neurazy • Nezdice • Nezdřev • Nová Ves • Nové Mitrovice • Oplot • Oselce • Otěšice • Polánka • Prádlo • Předenice • Přestavlky • Přeštice • Příchovice • Ptenín • Radkovice • Roupov • Řenče • Seč • Sedliště • Skašov • Soběkury • Spálené Poříčí • Srby • Stod • Střelice • Střížovice • Štěnovice • Štichov • Tojice • Třebčice • Týniště • Únětice • Útušice • Ves Touškov • Vlčí • Vlčtejn • Vrčeň • Vstiš • Všekary • Zdemyslice • Zemětice • Žákava • Ždírec • Žinkovy • Životice                    |
| Plzeň-město                                   | Dýšina • Chrást • Chválenice • Kyšice • Letkov • Lhůta • Losiná • Mokrouše • Nezbavětice • Nezvěstice • Plzeň • Starý Plzenec • Šťáhlavy • Štěnovický Borek • Tymákov |
| Plzeň-sever                                   | Bdeněves • Bezvěrov • Bílov • Blatnice • Blažim • Bohy • Brodeslavy • Bučí • Čeminy • Černíkovice • Čerňovice • Česká Bříza • Dobříč • Dolany • Dolní Bělá • Dolní Hradiště • Dražeň • Druztová • Heřmanova Huť • Hlince • Hněvnice • Holovousy • Horní Bělá • Horní Bříza • Hromnice • Hvozd • Chotíkov • Chříč • Jarov • Kaceřov • Kaznějov • Kbelany • Kočín • Kopidlo • Koryta • Kozojedy • Kozolupy • Kožlany • Kralovice • Krašovice • Krsy • Křelovice • Kunějovice • Ledce • Líně • Líšťany • Líté • Lochousice • Loza • Manětín • Město Touškov • Mladotice • Mrtník • Myslinka • Nadryby • Nečtiny • Nekmíř • Nevřeň • Nýřany • Obora • Ostrov u Bezdružic • Pastuchovice • Pernarec • Pláně • Plasy • Plešnice • Pňovany • Potvorov • Přehýšov • Příšov • Rochlov • Rybnice • Sedlec • Slatina • Studená • Štichovice • Tatiná • Tis u Blatna • Tlučná • Trnová • Třemošná • Úherce • Újezd nade Mží • Úlice • Úněšov • Úterý • Vejprnice • Velečín • Vochov • Všehrdy • Všeruby • Výrov • Vysoká Libyně • Zahrádka • Zbůch • Zruč-Senec • Žihle • Žilov                          |
| Rokycany                                      | Bezděkov • Břasy • Březina • Bujesily • Bušovice • Cekov • Čilá • Dobřív • Drahoňův Újezd • Ejpovice • Hlohovice • Holoubkov • Hrádek • Hradiště • Hůrky • Cheznovice • Chlum • Chomle • Kakejcov • Kamenec • Kamenný Újezd • Kařez • Kařízek • Klabava • Kladruby • Kornatice • Lhota pod Radčem • Lhotka u Radnic • Liblín • Líšná • Litohlavy • Medový Újezd • Mešno • Mirošov • Mlečice • Mýto • Němčovice • Nevid • Osek • Ostrovec-Lhotka • Plískov • Podmokly • Příkosice • Přívětice • Radnice • Raková • Rokycany • Sebečice • Sirá • Skomelno • Skořice • Smědčice • Strašice • Svojkovice • Štítov • Těně • Terešov • Těškov • Trokavec • Týček • Újezd u Svatého Kříže • Vejvanov • Veselá • Vísky • Volduchy • Všenice • Zbiroh • Zvíkovec |
| Tachov                                        | Benešovice • Bezdružice • Bor • Brod nad Tichou • Broumov • Cebiv • Ctiboř • Částkov • Černošín • Dlouhý Újezd • Erpužice • Halže • Horní Kozolupy • Hošťka • Chodová Planá • Chodský Újezd • Kladruby • Kočov • Kokašice • Konstantinovy Lázně • Kostelec • Kšice • Lesná • Lestkov • Lom u Tachova • Milíře • Obora • Olbramov • Ošelín • Planá • Prostiboř • Přimda • Rozvadov • Skapce • Staré Sedliště • Staré Sedlo • Stráž • Stříbro • Studánka • Sulislav • Svojšín • Sytno • Tachov • Tisová • Trpísty • Třemešné • Únehle • Vranov • Zadní Chodov • Záchlumí • Zhoř |
| Města jsou vyznačena tučně, městyse kurzívou. | |

### Karlovarský kraj
| Okres                                         | Obce |
| --------------------------------------------- | --- |
| Cheb                                          | Aš • Dolní Žandov • Drmoul • Františkovy Lázně • Hazlov • Hranice • Cheb • Krásná • Křižovatka • Lázně Kynžvart • Libá • Lipová • Luby • Mariánské Lázně • Milhostov • Milíkov • Mnichov • Nebanice • Nový Kostel • Odrava • Okrouhlá • Ovesné Kladruby • Plesná • Podhradí • Pomezí nad Ohří • Poustka • Prameny • Skalná • Stará Voda • Teplá • Trstěnice • Třebeň • Tři Sekery • Tuřany • Valy • Velká Hleďsebe • Velký Luh • Vlkovice • Vojtanov • Zádub-Závišín |
| Karlovy Vary                                  | Abertamy • Andělská Hora • Bečov nad Teplou • Bochov • Boží Dar • Božičany • Bražec • Březová • Černava • Čichalov • Dalovice • Děpoltovice • Doupovské Hradiště • Hájek • Horní Blatná • Hory • Hroznětín • Chodov • Chyše • Jáchymov • Jenišov • Karlovy Vary • Kolová • Krásné Údolí • Krásný Les • Kyselka • Merklín • Mírová • Nejdek • Nová Role • Nové Hamry • Ostrov • Otovice • Otročín • Pernink • Pila • Potůčky • Pšov • Sadov • Smolné Pece • Stanovice • Stráž nad Ohří • Stružná • Šemnice • Štědrá • Teplička • Toužim • Útvina • Valeč • Velichov • Verušičky • Vojkovice • Vrbice • Vysoká Pec • Žlutice • vojenský újezd Hradiště |
| Sokolov                                       | Březová • Bublava • Bukovany • Citice • Dasnice • Dolní Nivy • Dolní Rychnov • Habartov • Horní Slavkov • Chlum Svaté Maří • Chodov • Jindřichovice • Josefov • Kaceřov • Krajková • Královské Poříčí • Kraslice • Krásno • Kynšperk nad Ohří • Libavské Údolí • Loket • Lomnice • Nová Ves • Nové Sedlo • Oloví • Přebuz • Rotava • Rovná • Sokolov • Staré Sedlo • Stříbrná • Svatava • Šabina • Šindelová • Tatrovice • Těšovice • Vintířov • Vřesová |
| Města jsou vyznačena tučně, městyse kurzívou. | |

### Ústecký kraj
| Okres                                         | Obce |
| --------------------------------------------- | --- |
| Děčín                                         | Arnoltice • Benešov nad Ploučnicí • Bynovec • Česká Kamenice • Děčín • Dobkovice • Dobrná • Dolní Habartice • Dolní Podluží • Dolní Poustevna • Doubice • Františkov nad Ploučnicí • Heřmanov • Horní Habartice • Horní Podluží • Hřensko • Huntířov • Chřibská • Janov • Janská • Jetřichovice • Jílové • Jiřetín pod Jedlovou • Jiříkov • Kámen • Krásná Lípa • Kunratice • Kytlice • Labská Stráň • Lipová • Lobendava • Ludvíkovice • Malá Veleň • Malšovice • Markvartice • Merboltice • Mikulášovice • Rumburk • Růžová • Rybniště • Srbská Kamenice • Staré Křečany • Starý Šachov • Šluknov • Těchlovice • Valkeřice • Varnsdorf • Velká Bukovina • Velký Šenov • Verneřice • Veselé • Vilémov |
| Chomutov                                      | Bílence • Blatno • Boleboř • Březno • Černovice • Domašín • Droužkovice • Hora Svatého Šebestiána • Hrušovany • Chbany • Chomutov • Jirkov • Kadaň • Kalek • Klášterec nad Ohří • Kovářská • Kryštofovy Hamry • Křimov • Libědice • Loučná pod Klínovcem • Málkov • Mašťov • Měděnec • Místo • Nezabylice • Okounov • Otvice • Perštejn • Pesvice • Pětipsy • Račetice • Radonice • Rokle • Spořice • Strupčice • Údlice • Vejprty • Veliká Ves • Vilémov • Vrskmaň • Všehrdy • Všestudy • Výsluní • Vysoká Pec |
| Litoměřice                                    | Bechlín • Bohušovice nad Ohří • Brňany • Brozany nad Ohří • Brzánky • Bříza • Budyně nad Ohří • Býčkovice • Ctiněves • Černěves • Černiv • Černouček • Čížkovice • Děčany • Dlažkovice • Dobříň • Doksany • Dolánky nad Ohří • Drahobuz • Dušníky • Evaň • Hlinná • Horní Beřkovice • Horní Řepčice • Hoštka • Hrobce • Chodouny • Chodovlice • Chotěšov • Chotiměř • Chotiněves • Chudoslavice • Jenčice • Kamýk • Keblice • Klapý • Kleneč • Kostomlaty pod Řípem • Krabčice • Křesín • Křešice • Kyškovice • Levín • Lhotka nad Labem • Liběšice • Libkovice pod Řípem • Libochovany • Libochovice • Libotenice • Litoměřice • Lkáň • Lovečkovice • Lovosice • Lukavec • Malé Žernoseky • Malíč • Martiněves • Michalovice • Miřejovice • Mlékojedy • Mnetěš • Mšené-lázně • Nové Dvory • Oleško • Píšťany • Ploskovice • Podsedice • Polepy • Prackovice nad Labem • Přestavlky • Račice • Račiněves • Radovesice • Rochov • Roudnice nad Labem • Sedlec • Siřejovice • Slatina • Snědovice • Staňkovice • Straškov-Vodochody • Sulejovice • Štětí • Terezín • Travčice • Trnovany • Třebenice • Třebívlice • Třebušín • Úpohlavy • Úštěk • Vědomice • Velemín • Velké Žernoseky • Vchynice • Vlastislav • Vražkov • Vrbice • Vrbičany • Vrutice • Záluží • Žabovřesky nad Ohří • Žalhostice • Židovice • Žitenice |
| Louny                                         | Bitozeves • Blatno • Blažim • Blšany • Blšany u Loun • Brodec • Břvany • Cítoliby • Čeradice • Černčice • Deštnice • Dobroměřice • Domoušice • Holedeč • Hříškov • Hřivice • Chlumčany • Chožov • Chraberce • Jimlín • Koštice • Kozly • Krásný Dvůr • Kryry • Lenešice • Libčeves • Liběšice • Libočany • Libořice • Lipno • Lišany • Líšťany • Louny • Lubenec • Měcholupy • Nepomyšl • Nová Ves • Nové Sedlo • Obora • Očihov • Opočno • Panenský Týnec • Peruc • Petrohrad • Pnětluky • Počedělice • Podbořanský Rohozec • Podbořany • Postoloprty • Raná • Ročov • Slavětín • Smolnice • Staňkovice • Toužetín • Tuchořice • Úherce • Velemyšleves • Veltěže • Vinařice • Vrbno nad Lesy • Vroutek • Vršovice • Výškov • Zálužice • Zbrašín • Žatec • Želkovice • Žerotín • Žiželice |
| Most                                          | Bečov • Bělušice • Braňany • Brandov • Český Jiřetín • Havraň • Hora Svaté Kateřiny • Horní Jiřetín • Klíny • Korozluky • Lišnice • Litvínov • Lom • Louka u Litvínova • Lužice • Malé Březno • Mariánské Radčice • Meziboří • Most • Nová Ves v Horách • Obrnice • Patokryje • Polerady • Skršín • Volevčice • Želenice |
| Teplice                                       | Bílina • Bořislav • Bystřany • Bžany • Dubí • Duchcov • Háj u Duchcova • Hostomice • Hrob • Hrobčice • Jeníkov • Kladruby • Kostomlaty pod Milešovkou • Košťany • Krupka • Lahošť • Ledvice • Lukov • Měrunice • Mikulov • Modlany • Moldava • Novosedlice • Ohníč • Osek • Proboštov • Rtyně nad Bílinou • Srbice • Světec • Teplice • Újezdeček • Zabrušany • Žalany • Žim |
| Ústí nad Labem                                | Dolní Zálezly • Habrovany • Homole u Panny • Chabařovice • Chlumec • Chuderov • Libouchec • Malé Březno • Malečov • Petrovice • Povrly • Přestanov • Ryjice • Řehlovice • Stebno • Tašov • Telnice • Tisá • Trmice • Ústí nad Labem • Velké Březno • Velké Chvojno • Zubrnice |
| Města jsou vyznačena tučně, městyse kurzívou. | |

### Liberecký kraj
| Okres                                         | Obce |
| --------------------------------------------- | --- |
| Česká Lípa                                    | Bezděz • Blatce • Blíževedly • Bohatice • Brniště • Cvikov • Česká Lípa • Doksy • Dubá • Dubnice • Hamr na Jezeře • Holany • Horní Libchava • Horní Police • Chlum • Chotovice • Jestřebí • Kamenický Šenov • Kozly • Kravaře • Krompach • Kunratice u Cvikova • Kvítkov • Luka • Mařenice • Mimoň • Noviny pod Ralskem • Nový Bor • Nový Oldřichov • Okna • Okrouhlá • Pertoltice pod Ralskem • Polevsko • Provodín • Prysk • Radvanec • Ralsko • Skalice u České Lípy • Skalka u Doks • Sloup v Čechách • Slunečná • Sosnová • Stráž pod Ralskem • Stružnice • Stvolínky • Svojkov • Svor • Tachov • Tuhaň • Velenice • Velký Valtinov • Volfartice • Vrchovany • Zahrádky • Zákupy • Žandov • Ždírec |
| Jablonec nad Nisou                            | Albrechtice v Jizerských horách • Bedřichov • Dalešice • Desná • Držkov • Frýdštejn • Harrachov • Jablonec nad Nisou • Janov nad Nisou • Jenišovice • Jílové u Držkova • Jiřetín pod Bukovou • Josefův Důl • Koberovy • Kořenov • Líšný • Loužnice • Lučany nad Nisou • Malá Skála • Maršovice • Nová Ves nad Nisou • Pěnčín • Plavy • Pulečný • Radčice • Rádlo • Rychnov u Jablonce nad Nisou • Skuhrov • Smržovka • Tanvald • Velké Hamry • Vlastiboř • Zásada • Zlatá Olešnice • Železný Brod |
| Liberec                                       | Bílá • Bílý Kostel nad Nisou • Bílý Potok • Bulovka • Cetenov • Černousy • Český Dub • Čtveřín • Dětřichov • Dlouhý Most • Dolní Řasnice • Frýdlant • Habartice • Hejnice • Heřmanice • Hlavice • Hodkovice nad Mohelkou • Horní Řasnice • Hrádek nad Nisou • Chotyně • Chrastava • Jablonné v Podještědí • Janovice v Podještědí • Janův Důl • Jeřmanice • Jindřichovice pod Smrkem • Kobyly • Krásný Les • Kryštofovo Údolí • Křižany • Kunratice • Lázně Libverda • Lažany • Liberec • Mníšek • Nová Ves • Nové Město pod Smrkem • Oldřichov v Hájích • Osečná • Paceřice • Pěnčín • Pertoltice • Proseč pod Ještědem • Příšovice • Radimovice • Raspenava • Rynoltice • Soběslavice • Stráž nad Nisou • Světlá pod Ještědem • Svijanský Újezd • Svijany • Sychrov • Šimonovice • Višňová • Vlastibořice • Všelibice • Zdislava • Žďárek                                                                                           |
| Semily                                        | Bělá • Benecko • Benešov u Semil • Bozkov • Bradlecká Lhota • Bukovina u Čisté • Bystrá nad Jizerou • Čistá u Horek • Háje nad Jizerou • Holenice • Horka u Staré Paky • Horní Branná • Hrubá Skála • Chuchelna • Jablonec nad Jizerou • Jesenný • Jestřabí v Krkonoších • Jilemnice • Kacanovy • Karlovice • Klokočí • Košťálov • Kruh • Ktová • Levínská Olešnice • Libštát • Lomnice nad Popelkou • Loučky • Martinice v Krkonoších • Mírová pod Kozákovem • Modřišice • Mříčná • Nová Ves nad Popelkou • Ohrazenice • Olešnice • Paseky nad Jizerou • Peřimov • Poniklá • Přepeře • Příkrý • Radostná pod Kozákovem • Rakousy • Rokytnice nad Jizerou • Roprachtice • Rovensko pod Troskami • Roztoky u Jilemnice • Roztoky u Semil • Semily • Slaná • Stružinec • Studenec • Svojek • Syřenov • Tatobity • Troskovice • Turnov • Veselá • Víchová nad Jizerou • Vítkovice • Všeň • Vyskeř • Vysoké nad Jizerou • Záhoří • Žernov |
| Města jsou vyznačena tučně, městyse kurzívou. | |

### Královéhradecký kraj
| Okres                                         | Obce |
| --------------------------------------------- | --- |
| Hradec Králové                                | Babice • Barchov • Běleč nad Orlicí • Benátky • Blešno • Boharyně • Černilov • Černožice • Čistěves • Divec • Dobřenice • Dohalice • Dolní Přím • Habřina • Hlušice • Hněvčeves • Holohlavy • Hořiněves • Hradec Králové • Hrádek • Humburky • Hvozdnice • Chlumec nad Cidlinou • Chudeřice • Jeníkovice • Jílovice • Káranice • Klamoš • Kobylice • Kosice • Kosičky • Králíky • Kratonohy • Kunčice • Ledce • Lejšovka • Lhota pod Libčany • Libčany • Libníkovice • Librantice • Libřice • Lišice • Lodín • Lochenice • Lovčice • Lužany • Lužec nad Cidlinou • Máslojedy • Měník • Mlékosrby • Mokrovousy • Myštěves • Mžany • Neděliště • Nechanice • Nepolisy • Nové Město • Nový Bydžov • Obědovice • Ohnišťany • Olešnice • Osice • Osičky • Petrovice • Písek • Prasek • Praskačka • Předměřice nad Labem • Převýšov • Pšánky • Puchlovice • Račice nad Trotinou • Radíkovice • Radostov • Roudnice • Sadová • Sendražice • Skalice • Skřivany • Sloupno • Smidary • Smiřice • Smržov • Sovětice • Stará Voda • Starý Bydžov • Stěžery • Stračov • Střezetice • Světí • Syrovátka • Šaplava • Těchlovice • Třebechovice pod Orebem • Třesovice • Urbanice • Vinary • Vrchovnice • Všestary • Výrava • Vysoká nad Labem • Vysoký Újezd • Zachrašťany • Zdechovice                                                                                 |
| Jičín                                         | Bačalky • Bašnice • Běchary • Bílsko u Hořic • Boháňka • Borek • Brada-Rybníček • Březina • Bříšťany • Budčeves • Bukvice • Butoves • Bystřice • Cerekvice nad Bystřicí • Červená Třemešná • Češov • Dětenice • Dílce • Dobrá Voda u Hořic • Dolní Lochov • Dřevěnice • Holín • Holovousy • Hořice • Cholenice • Chomutice • Choteč • Chyjice • Jeřice • Jičín • Jičíněves • Jinolice • Kacákova Lhota • Kbelnice • Kněžnice • Konecchlumí • Kopidlno • Kostelec • Kovač • Kozojedy • Kyje • Lázně Bělohrad • Libáň • Libošovice • Libuň • Lískovice • Lukavec u Hořic • Lužany • Markvartice • Miletín • Milovice u Hořic • Mladějov • Mlázovice • Nemyčeves • Nevratice • Nová Paka • Ohařice • Ohaveč • Osek • Ostroměř • Ostružno • Pecka • Petrovičky • Podhorní Újezd a Vojice • Podhradí • Podůlší • Radim • Rašín • Rohoznice • Rokytňany • Samšina • Sběř • Sedliště • Sekeřice • Slatiny • Slavhostice • Sobčice • Soběraz • Sobotka • Stará Paka • Staré Hrady • Staré Místo • Staré Smrkovice • Střevač • Sukorady • Svatojanský Újezd • Šárovcova Lhota • Tetín • Třebnouševes • Třtěnice • Tuř • Úbislavice • Údrnice • Úhlejov • Újezd pod Troskami • Úlibice • Valdice • Veliš • Vidochov • Vitiněves • Volanice • Vrbice • Vršce • Vřesník • Vysoké Veselí • Zámostí-Blata • Zelenecká Lhota • Železnice • Žeretice • Židovice • Žlunice |
| Náchod                                        | Adršpach • Bezděkov nad Metují • Bohuslavice • Borová • Božanov • Broumov • Brzice • Bukovice • Černčice • Červená Hora • Červený Kostelec • Česká Čermná • Česká Metuje • Česká Skalice • Dolany • Dolní Radechová • Hejtmánkovice • Heřmanice • Heřmánkovice • Horní Radechová • Hořenice • Hořičky • Hronov • Hynčice • Chvalkovice • Jaroměř • Jasenná • Jestřebí • Jetřichov • Kramolna • Křinice • Lhota pod Hořičkami • Libchyně • Litoboř • Machov • Martínkovice • Mezilečí • Mezilesí • Meziměstí • Nahořany • Náchod • Nové Město nad Metují • Nový Hrádek • Nový Ples • Otovice • Police nad Metují • Provodov-Šonov • Přibyslav • Rasošky • Rožnov • Rychnovek • Říkov • Sendraž • Slatina nad Úpou • Slavětín nad Metují • Slavoňov • Stárkov • Studnice • Suchý Důl • Šestajovice • Šonov • Teplice nad Metují • Velichovky • Velká Jesenice • Velké Petrovice • Velké Poříčí • Velký Třebešov • Vernéřovice • Vestec • Vlkov • Vršovka • Vysoká Srbská • Vysokov • Zábrodí • Zaloňov • Žďár nad Metují • Žďárky • Žernov |
| Rychnov nad Kněžnou                           | Albrechtice nad Orlicí • Bačetín • Bartošovice v Orlických horách • Bílý Újezd • Bohdašín • Bolehošť • Borohrádek • Borovnice • Bystré • Byzhradec • Častolovice • Čermná nad Orlicí • Černíkovice • České Meziříčí • Čestice • Deštné v Orlických horách • Dobré • Dobruška • Dobřany • Doudleby nad Orlicí • Hřibiny-Ledská • Chleny • Chlístov • Jahodov • Janov • Javornice • Kostelec nad Orlicí • Kostelecké Horky • Kounov • Králova Lhota • Krchleby • Kvasiny • Lhoty u Potštejna • Libel • Liberk • Lično • Lípa nad Orlicí • Lukavice • Lupenice • Mokré • Nová Ves • Očelice • Ohnišov • Olešnice • Olešnice v Orlických horách • Opočno • Orlické Záhoří • Osečnice • Pěčín • Podbřezí • Pohoří • Polom • Potštejn • Proruby • Přepychy • Rohenice • Rokytnice v Orlických horách • Rybná nad Zdobnicí • Rychnov nad Kněžnou • Říčky v Orlických horách • Sedloňov • Semechnice • Skuhrov nad Bělou • Slatina nad Zdobnicí • Sněžné • Solnice • Svídnice • Synkov-Slemeno • Trnov • Třebešov • Tutleky • Týniště nad Orlicí • Val • Vamberk • Voděrady • Vrbice • Záměl • Zdelov • Zdobnice • Žďár nad Orlicí |
| Trutnov                                       | Batňovice • Bernartice • Bílá Třemešná • Bílé Poličany • Borovnice • Borovnička • Čermná • Černý Důl • Dolní Branná • Dolní Brusnice • Dolní Dvůr • Dolní Kalná • Dolní Lánov • Dolní Olešnice • Doubravice • Dubenec • Dvůr Králové nad Labem • Hajnice • Havlovice • Horní Brusnice • Horní Kalná • Horní Maršov • Horní Olešnice • Hostinné • Hřibojedy • Chotěvice • Choustníkovo Hradiště • Chvaleč • Janské Lázně • Jívka • Klášterská Lhota • Kocbeře • Kohoutov • Královec • Kuks • Kunčice nad Labem • Lampertice • Lánov • Lanžov • Libňatov • Libotov • Litíč • Malá Úpa • Malé Svatoňovice • Maršov u Úpice • Mladé Buky • Mostek • Nemojov • Pec pod Sněžkou • Pilníkov • Prosečné • Radvanice • Rtyně v Podkrkonoší • Rudník • Stanovice • Staré Buky • Strážné • Suchovršice • Svoboda nad Úpou • Špindlerův Mlýn • Trotina • Trutnov • Třebihošť • Úpice • Velké Svatoňovice • Velký Vřešťov • Vilantice • Vítězná • Vlčice • Vlčkovice v Podkrkonoší • Vrchlabí • Zábřezí-Řečice • Zdobín • Zlatá Olešnice • Žacléř |
| Města jsou vyznačena tučně, městyse kurzívou. | |

### Pardubický kraj
| Okres                                         | Obce |
| --------------------------------------------- | --- |
| Chrudim                                       | Běstvina • Biskupice • Bítovany • Bojanov • Bor u Skutče • Bořice • Bousov • Bylany • Ctětín • Čankovice • České Lhotice • Dědová • Dolní Bezděkov • Dřenice • Dvakačovice • Hamry • Heřmanův Městec • Hlinsko • Hluboká • Hodonín • Holetín • Honbice • Horka • Horní Bradlo • Hošťalovice • Hrochův Týnec • Hroubovice • Chrast • Chroustovice • Chrudim • Jeníkov • Jenišovice • Kameničky • Kladno • Klešice • Kněžice • Kočí • Kostelec u Heřmanova Městce • Krásné • Krouna • Křižanovice • Lány • Leštinka • Libkov • Liboměřice • Licibořice • Lipovec • Lozice • Lukavice • Luže • Míčov-Sušice • Miřetice • Mladoňovice • Morašice • Mrákotín • Nabočany • Načešice • Nasavrky • Orel • Ostrov • Otradov • Perálec • Podhořany u Ronova • Pokřikov • Prachovice • Proseč • Prosetín • Předhradí • Přestavlky • Rabštejnská Lhota • Raná • Ronov nad Doubravou • Rosice • Rozhovice • Řestoky • Seč • Skuteč • Slatiňany • Smrček • Sobětuchy • Stolany • Střemošice • Studnice • Svídnice • Svratouch • Tisovec • Trhová Kamenice • Trojovice • Třemošnice • Třibřichy • Tuněchody • Úherčice • Úhřetice • Vápenný Podol • Včelákov • Vejvanovice • Vítanov • Vojtěchov • Vortová • Vrbatův Kostelec • Všeradov • Vysočina • Vyžice • Zaječice • Zájezdec • Zderaz • Žlebské Chvalovice • Žumberk |
| Pardubice                                     | Barchov • Bezděkov • Borek • Brloh • Břehy • Bukovina nad Labem • Bukovina u Přelouče • Bukovka • Býšť • Časy • Čeperka • Čepí • Černá u Bohdanče • Dašice • Dolany • Dolní Roveň • Dolní Ředice • Dříteč • Dubany • Hlavečník • Holice • Holotín • Horní Jelení • Horní Ředice • Hrobice • Choltice • Choteč • Chrtníky • Chvaletice • Chvojenec • Chýšť • Jankovice • Jaroslav • Jedousov • Jeníkovice • Jezbořice • Kasalice • Kladruby nad Labem • Kojice • Kostěnice • Křičeň • Kunětice • Labské Chrčice • Lány u Dašic • Lázně Bohdaneč • Libišany • Lipoltice • Litošice • Malé Výkleky • Mikulovice • Mokošín • Morašice • Moravany • Němčice • Neratov • Opatovice nad Labem • Ostřešany • Ostřetín • Pardubice • Plch • Poběžovice u Holic • Poběžovice u Přelouče • Podůlšany • Pravy • Přelouč • Přelovice • Přepychy • Ráby • Rohovládova Bělá • Rohoznice • Rokytno • Rybitví • Řečany nad Labem • Selmice • Semín • Sezemice • Slepotice • Sopřeč • Sovolusky • Spojil • Srch • Srnojedy • Staré Hradiště • Staré Jesenčany • Staré Ždánice • Starý Mateřov • Stéblová • Stojice • Strašov • Svinčany • Svojšice • Tetov • Trnávka • Trusnov • Třebosice • Turkovice • Uhersko • Úhřetická Lhota • Újezd u Přelouče • Újezd u Sezemic • Urbanice • Valy • Vápno • Veliny • Veselí • Vlčí Habřina • Voleč • Vysoké Chvojno • Vyšehněvice • Zdechovice • Žáravice • Živanice                                                     |
| Svitavy                                       | Banín • Bělá nad Svitavou • Bělá u Jevíčka • Benátky • Bezděčí u Trnávky • Biskupice • Bohuňov • Bohuňovice • Borová • Borušov • Brněnec • Březina • Březinky • Březiny • Březová nad Svitavou • Budislav • Bystré • Cerekvice nad Loučnou • Čistá • Desná • Dětřichov • Dětřichov u Moravské Třebové • Dlouhá Loučka • Dolní Újezd • Gruna • Hartinkov • Hartmanice • Horky • Horní Újezd • Hradec nad Svitavou • Chmelík • Chornice • Chotěnov • Chotovice • Chrastavec • Janov • Janůvky • Jaroměřice • Jarošov • Javorník • Jedlová • Jevíčko • Kamenec u Poličky • Kamenná Horka • Karle • Koclířov • Korouhev • Koruna • Křenov • Kukle • Kunčina • Květná • Lavičné • Linhartice • Litomyšl • Lubná • Makov • Malíkov • Městečko Trnávka • Mikuleč • Mladějov na Moravě • Morašice • Moravská Třebová • Nedvězí • Němčice • Nová Sídla • Nová Ves u Jarošova • Oldřiš • Opatov • Opatovec • Osík • Pohledy • Polička • Pomezí • Poříčí u Litomyšle • Příluka • Pustá Kamenice • Pustá Rybná • Radiměř • Radkov • Rohozná • Rozhraní • Rozstání • Rudná • Rychnov na Moravě • Řídký • Sádek • Sebranice • Sedliště • Sklené • Slatina • Sloupnice • Staré Město • Stašov • Strakov • Suchá Lhota • Svitavy • Svojanov • Široký Důl • Študlov • Telecí • Trpín • Trstěnice • Tržek • Třebařov • Újezdec • Útěchov • Vendolí • Vidlatá Seč • Víska u Jevíčka • Vítějeves • Vlčkov • Vranová Lhota • Vrážné • Vysoká • Želivsko             |
| Ústí nad Orlicí                               | Albrechtice • Anenská Studánka • Běstovice • Bošín • Brandýs nad Orlicí • Bučina • Bystřec • Cotkytle • Čenkovice • Červená Voda • Česká Rybná • Česká Třebová • České Heřmanice • České Libchavy • České Petrovice • Damníkov • Dlouhá Třebová • Dlouhoňovice • Dobříkov • Dolní Čermná • Dolní Dobrouč • Dolní Morava • Džbánov • Hejnice • Helvíkovice • Hnátnice • Horní Čermná • Horní Heřmanice • Horní Třešňovec • Hrádek • Hrušová • Choceň • Jablonné nad Orlicí • Jamné nad Orlicí • Javorník • Jehnědí • Kameničná • Klášterec nad Orlicí • Koldín • Kosořín • Králíky • Krasíkov • Kunvald • Lanškroun • Leština • Letohrad • Libecina • Libchavy • Lichkov • Líšnice • Lubník • Lukavice • Luková • Mistrovice • Mladkov • Mostek • Nasavrky • Nekoř • Nové Hrady • Orlické Podhůří • Orličky • Ostrov • Oucmanice • Pastviny • Petrovice • Písečná • Plchovice • Podlesí • Přívrat • Pustina • Radhošť • Rudoltice • Rybník • Řepníky • Řetová • Řetůvka • Sázava • Seč • Semanín • Skořenice • Slatina • Sobkovice • Sopotnice • Sruby • Stradouň • Strážná • Studené • Sudislav nad Orlicí • Sudslava • Svatý Jiří • Šedivec • Tatenice • Těchonín • Tisová • Trpík • Třebovice • Týnišťko • Újezd u Chocně • Ústí nad Orlicí • Velká Skrovnice • Verměřovice • Vinary • Voděrady • Vraclav • Vračovice-Orlov • Výprachtice • Vysoké Mýto • Zádolí • Záchlumí • Zálší • Zámrsk • Zářecká Lhota • Žamberk • Žampach • Žichlínek |
| Města jsou vyznačena tučně, městyse kurzívou. | |

### Kraj Vysočina
| Okres                                         | Obce |
| --------------------------------------------- | --- |
| Havlíčkův Brod                                | Bačkov • Bartoušov • Bělá • Bezděkov • Bojiště • Boňkov • Borek • Břevnice • Čachotín • Čečkovice • Česká Bělá • Číhošť • Dlouhá Ves • Dolní Krupá • Dolní Město • Dolní Sokolovec • Druhanov • Golčův Jeníkov • Habry • Havlíčkova Borová • Havlíčkův Brod • Herálec • Heřmanice • Hněvkovice • Horní Krupá • Horní Paseka • Hradec • Hurtova Lhota • Chotěboř • Chrtníč • Chřenovice • Jedlá • Jeřišno • Jilem • Jitkov • Kámen • Kamenná Lhota • Klokočov • Knyk • Kochánov • Kojetín • Kouty • Kozlov • Kožlí • Kraborovice • Krásná Hora • Krátká Ves • Krucemburk • Kunemil • Květinov • Kyjov • Kynice • Lány • Ledeč nad Sázavou • Leškovice • Leština u Světlé • Libice nad Doubravou • Lípa • Lipnice nad Sázavou • Lučice • Malčín • Maleč • Michalovice • Modlíkov • Nejepín • Nová Ves u Chotěboře • Nová Ves u Leštiny • Nová Ves u Světlé • Okrouhlice • Okrouhlička • Olešenka • Olešná • Ostrov • Oudoleň • Ovesná Lhota • Pavlov • Podmoklany • Podmoky • Pohled • Pohleď • Prosíčka • Přibyslav • Příseka • Radostín • Rozsochatec • Rušinov • Rybníček • Sázavka • Sedletín • Skorkov • Skryje • Skuhrov • Slavětín • Slavíkov • Slavníč • Sloupno • Služátky • Sobíňov • Stříbrné Hory • Světlá nad Sázavou • Šlapanov • Štoky • Tis • Trpišovice • Uhelná Příbram • Úhořilka • Úsobí • Vepříkov • Veselý Žďár • Věž • Věžnice • Vilémov • Vilémovice • Víska • Vlkanov • Vysoká • Zvěstovice • Ždírec • Ždírec nad Doubravou • Žižkovo Pole |
| Jihlava                                       | Arnolec • Batelov • Bílý Kámen • Bítovčice • Bohuslavice • Borovná • Boršov • Brtnice • Brtnička • Brzkov • Cejle • Cerekvička-Rosice • Černíč • Čížov • Dlouhá Brtnice • Dobronín • Dobroutov • Dolní Cerekev • Dolní Vilímeč • Doupě • Dudín • Dušejov • Dvorce • Dyjice • Hladov • Hodice • Hojkov • Horní Dubenky • Horní Myslová • Hostětice • Hrutov • Hubenov • Hybrálec • Jamné • Jersín • Jezdovice • Ježená • Jihlava • Jihlávka • Jindřichovice • Kalhov • Kaliště • Kamenice • Kamenná • Klatovec • Kněžice • Knínice • Kostelec • Kostelní Myslová • Kozlov • Krahulčí • Krasonice • Lhotka • Luka nad Jihlavou • Malý Beranov • Markvartice • Měšín • Milíčov • Mirošov • Mrákotín • Mysletice • Mysliboř • Nadějov • Nevcehle • Nová Říše • Olšany • Olší • Opatov • Ořechov • Otín • Panenská Rozsíčka • Panské Dubenky • Pavlov • Plandry • Polná • Puklice • Radkov • Rančířov • Rantířov • Rohozná • Rozseč • Růžená • Rybné • Řásná • Řídelov • Sedlatice • Sedlejov • Smrčná • Stáj • Stará Říše • Stonařov • Strachoňovice • Střítež • Suchá • Svojkovice • Šimanov • Švábov • Telč • Třešť • Třeštice • Urbanov • Ústí • Vanov • Vanůvek • Vápovice • Velký Beranov • Větrný Jeníkov • Věžnice • Věžnička • Vílanec • Volevčice • Vyskytná nad Jihlavou • Vysoké Studnice • Vystrčenovice • Záborná • Zadní Vydří • Zbilidy • Zbinohy • Zdeňkov • Zhoř • Zvolenovice • Žatec • Ždírec |
| Pelhřimov                                     | Arneštovice • Bácovice • Bělá • Bohdalín • Bořetice • Bořetín • Božejov • Bratřice • Budíkov • Buřenice • Bystrá • Cetoraz • Čáslavsko • Častrov • Čejov • Čelistná • Černov • Černovice • Červená Řečice • Čížkov • Dehtáře • Dobrá Voda • Dobrá Voda u Pacova • Dubovice • Důl • Eš • Hojanovice • Hojovice • Horní Cerekev • Horní Rápotice • Horní Ves • Hořepník • Hořice • Humpolec • Chýstovice • Chyšná • Jankov • Ježov • Jiřice • Kaliště • Kámen • Kamenice nad Lipou • Kejžlice • Koberovice • Kojčice • Komorovice • Košetice • Krasíkovice • Křeč • Křelovice • Křešín • Leskovice • Lesná • Lhota-Vlasenice • Libkova Voda • Lidmaň • Litohošť • Lukavec • Martinice u Onšova • Mezilesí • Mezná • Mladé Bříště • Mnich • Moraveč • Mysletín • Nová Buková • Nová Cerekev • Nový Rychnov • Obrataň • Olešná • Ondřejov • Onšov • Pacov • Pavlov • Pelhřimov • Píšť • Počátky • Polesí • Pošná • Proseč • Proseč pod Křemešníkem • Putimov • Rodinov • Rovná • Rynárec • Řečice • Salačova Lhota • Samšín • Sedlice • Senožaty • Staré Bříště • Stojčín • Střítež • Střítež pod Křemešníkem • Svépravice • Syrov • Těchobuz • Těmice • Ústrašín • Útěchovice pod Stražištěm • Útěchovice • Útěchovičky • Včelnička • Velká Chyška • Velký Rybník • Veselá • Věžná • Vojslavice • Vokov • Vyklantice • Vyskytná • Vysoká Lhota • Vystrkov • Zachotín • Zajíčkov • Zhořec • Zlátenka • Želiv • Žirov • Žirovnice |
| Třebíč                                        | Babice • Bačice • Bačkovice • Benetice • Biskupice-Pulkov • Blatnice • Bohušice • Bochovice • Bransouze • Březník • Budišov • Budkov • Cidlina • Čáslavice • Častohostice • Čechočovice • Čechtín • Červená Lhota • Číhalín • Číchov • Čikov • Číměř • Dalešice • Dědice • Dešov • Dolní Lažany • Dolní Vilémovice • Domamil • Dukovany • Hartvíkovice • Heraltice • Hluboké • Hodov • Horní Heřmanice • Horní Smrčné • Horní Újezd • Horní Vilémovice • Hornice • Hrotovice • Hroznatín • Hvězdoňovice • Chlístov • Chlum • Chotěbudice • Jakubov u Moravských Budějovic • Jaroměřice nad Rokytnou • Jasenice • Jemnice • Jinošov • Jiratice • Kamenná • Kdousov • Kladeruby nad Oslavou • Klučov • Kojatice • Kojatín • Kojetice • Komárovice • Koněšín • Kostníky • Kouty • Kozlany • Kožichovice • Krahulov • Kralice nad Oslavou • Kramolín • Krhov • Krokočín • Kuroslepy • Láz • Lesná • Lesní Jakubov • Lesonice • Lesůňky • Lhánice • Lhotice • Lipník • Litohoř • Litovany • Lomy • Loukovice • Lovčovice • Lukov • Markvartice • Martínkov • Mastník • Menhartice • Meziříčko • Mikulovice • Mladoňovice • Mohelno • Moravské Budějovice • Myslibořice • Naloučany • Náměšť nad Oslavou • Nárameč • Nimpšov • Nová Ves • Nové Syrovice • Nový Telečkov • Ocmanice • Odunec • Okarec • Okřešice • Okříšky • Opatov • Oponešice • Ostašov • Pálovice • Petrovice • Petrůvky • Pokojovice • Police • Popůvky • Pozďatín • Přeckov • Předín • Přešovice • Přibyslavice • Příštpo • Pucov • Pyšel • Rácovice • Račice • Radkovice u Budče • Radkovice u Hrotovic • Radonín • Radošov • Radotice • Rapotice • Rohy • Rokytnice nad Rokytnou • Rouchovany • Rudíkov • Římov • Sedlec • Slavětice • Slavičky • Slavíkovice • Smrk • Stařeč • Stropešín • Střítež • Studenec • Studnice • Sudice • Svatoslav • Šebkovice • Štěměchy • Štěpkov • Trnava • Třebelovice • Třebenice • Třebíč • Třesov • Valdíkov • Valeč • Vícenice • Vícenice u Náměště nad Oslavou • Vladislav • Vlčatín • Výčapy • Zahrádka • Zárubice • Zašovice • Zvěrkovice • Želetava                                     |
| Žďár nad Sázavou                              | Baliny • Blažkov • Blízkov • Bobrová • Bobrůvka • Bohdalec • Bohdalov • Bohuňov • Borovnice • Bory • Březejc • Březí • Březí nad Oslavou • Březské • Budeč • Bukov • Bystřice nad Pernštejnem • Býšovec • Cikháj • Černá • Dalečín • Daňkovice • Dlouhé • Dobrá Voda • Dolní Heřmanice • Dolní Libochová • Dolní Rožínka • Fryšava pod Žákovou horou • Hamry nad Sázavou • Herálec • Heřmanov • Hodíškov • Horní Libochová • Horní Radslavice • Horní Rožínka • Chlumek • Chlumětín • Chlum-Korouhvice • Jabloňov • Jámy • Javorek • Jimramov • Jívoví • Kadolec • Kadov • Karlov • Kněževes • Koroužné • Kotlasy • Kozlov • Krásné • Krásněves • Křídla • Křižánky • Křižanov • Křoví • Kuklík • Kundratice • Kyjov • Lavičky • Lhotka • Lísek • Líšná • Malá Losenice • Martinice • Matějov • Měřín • Meziříčko • Milasín • Milešín • Mirošov • Moravec • Moravecké Pavlovice • Netín • Nížkov • Nová Ves • Nová Ves u Nového Města na Moravě • Nové Dvory • Nové Město na Moravě • Nové Sady • Nové Veselí • Nový Jimramov • Nyklovice • Obyčtov • Ořechov • Oslavice • Oslavička • Osová Bítýška • Osové • Ostrov nad Oslavou • Otín • Pavlínov • Pavlov • Petráveč • Pikárec • Písečné • Počítky • Poděšín • Podolí • Pokojov • Polnička • Prosetín • Račice • Račín • Radenice • Radešín • Radešínská Svratka • Radkov • Radňoves • Radňovice • Radostín • Radostín nad Oslavou • Rodkov • Rosička • Rousměrov • Rovečné • Rozseč • Rozsochy • Rožná • Ruda • Rudolec • Řečice • Sázava • Sazomín • Sejřek • Sirákov • Sklené • Sklené nad Oslavou • Skorotice • Skřinářov • Sněžné • Spělkov • Strachujov • Stránecká Zhoř • Strážek • Střítež • Sulkovec • Světnov • Sviny • Svratka • Škrdlovice • Štěpánov nad Svratkou • Tasov • Tři Studně • Ubušínek • Uhřínov • Ujčov • Újezd • Unčín • Vatín • Věcov • Věchnov • Velká Bíteš • Velká Losenice • Velké Janovice • Velké Meziříčí • Velké Tresné • Vepřová • Věstín • Věžná • Vídeň • Vidonín • Vír • Vlachovice • Vlkov • Vojnův Městec • Vysoké • Záblatí • Zadní Zhořec • Znětínek • Zubří • Zvole • Ždánice • Žďár nad Sázavou |
| Města jsou vyznačena tučně, městyse kurzívou. | |

### Jihomoravský kraj
| Okres                                         | Obce |
| --------------------------------------------- | --- |
| Blansko                                       | Adamov • Bedřichov • Benešov • Blansko • Borotín • Bořitov • Boskovice • Brťov-Jeneč • Bukovina • Bukovinka • Býkovice • Cetkovice • Crhov • Černá Hora • Černovice • Deštná • Dlouhá Lhota • Doubravice nad Svitavou • Drnovice • Habrůvka • Hodonín • Holštejn • Horní Poříčí • Horní Smržov • Chrudichromy • Jabloňany • Jedovnice • Kněževes • Knínice • Kořenec • Kotvrdovice • Kozárov • Krasová • Krhov • Křetín • Křtěnov • Křtiny • Kulířov • Kunčina Ves • Kunice • Kuničky • Kunštát • Lazinov • Lažany • Letovice • Lhota Rapotina • Lhota u Lysic • Lhota u Olešnice • Lipovec • Lipůvka • Louka • Lubě • Ludíkov • Lysice • Makov • Malá Lhota • Malá Roudka • Míchov • Milonice • Němčice • Nýrov • Obora • Okrouhlá • Olešnice • Olomučany • Ostrov u Macochy • Pamětice • Petrov • Petrovice • Prostřední Poříčí • Rájec-Jestřebí • Ráječko • Roubanina • Rozseč nad Kunštátem • Rozsíčka • Rudice • Sebranice • Senetářov • Skalice nad Svitavou • Skrchov • Sloup • Spešov • Stvolová • Sudice • Suchý • Sulíkov • Světlá • Svinošice • Svitávka • Šebetov • Šebrov-Kateřina • Šošůvka • Štěchov • Tasovice • Uhřice • Újezd u Boskovic • Újezd u Černé Hory • Úsobrno • Ústup • Valchov • Vanovice • Vavřinec • Vážany • Velenov • Velké Opatovice • Vilémovice • Vísky • Voděrady • Vranová • Vysočany • Závist • Zbraslavec • Žďár • Žďárná • Žernovník • Žerůtky |
| Brno-město                                    | Brno |
| Brno-venkov                                   | Babice nad Svitavou • Babice u Rosic • Běleč • Bílovice nad Svitavou • Biskoupky • Blažovice • Blučina • Borač • Borovník • Braníškov • Branišovice • Bratčice • Brumov • Březina (dříve okres Blansko) • Březina (dříve okres Tišnov) • Bukovice • Cvrčovice • Čebín • Černvír • Česká • Čučice • Deblín • Dolní Kounice • Dolní Loučky • Domašov • Doubravník • Drahonín • Drásov • Hajany • Heroltice • Hlína • Hluboké Dvory • Holasice • Horní Loučky • Hostěnice • Hradčany • Hrušovany u Brna • Hvozdec • Chudčice • Ivaň • Ivančice • Javůrek • Jinačovice • Jiříkovice • Kaly • Kanice • Katov • Ketkovice • Kobylnice • Kovalovice • Kratochvilka • Křižínkov • Kupařovice • Kuřim • Kuřimská Nová Ves • Kuřimské Jestřabí • Lažánky • Ledce • Lelekovice • Lesní Hluboké • Litostrov • Loděnice • Lomnice • Lomnička • Lubné • Lukovany • Malešovice • Malhostovice • Maršov • Medlov • Mělčany • Měnín • Modřice • Mokrá-Horákov • Moravany • Moravské Bránice • Moravské Knínice • Moutnice • Nebovidy • Nedvědice • Nelepeč-Žernůvka • Němčičky • Neslovice • Nesvačilka • Níhov • Nosislav • Nová Ves • Nové Bránice • Odrovice • Ochoz u Brna • Ochoz u Tišnova • Olší • Omice • Opatovice • Ořechov • Osiky • Oslavany • Ostopovice • Ostrovačice • Otmarov • Pasohlávky • Pernštejnské Jestřabí • Podolí • Pohořelice • Ponětovice • Popovice • Popůvky • Pozořice • Prace • Pravlov • Prštice • Předklášteří • Přibice • Příbram na Moravě • Přibyslavice • Přísnotice • Radostice • Rajhrad • Rajhradice • Rašov • Rebešovice • Rohozec • Rojetín • Rosice • Rozdrojovice • Rudka • Řícmanice • Říčany • Říčky • Řikonín • Senorady • Sentice • Silůvky • Sivice • Skalička • Skryje • Sobotovice • Sokolnice • Stanoviště • Strhaře • Střelice • Svatoslav • Synalov • Syrovice • Šerkovice • Šlapanice • Štěpánovice • Šumice • Telnice • Těšany • Tetčice • Tišnov • Tišnovská Nová Ves • Trboušany • Troskotovice • Troubsko • Tvarožná • Újezd u Brna • Újezd u Rosic • Újezd u Tišnova • Unín • Unkovice • Úsuší • Velatice • Veverská Bítýška • Veverské Knínice • Viničné Šumice • Vlasatice • Vohančice • Vojkovice • Vranov • Vranovice • Vratislávka • Všechovice • Vysoké Popovice • Zakřany • Zálesná Zhoř • Zastávka • Zbraslav • Zbýšov • Zhoř • Žabčice • Žatčany • Žďárec • Želešice • Železné • Židlochovice |
| Břeclav                                       | Bavory • Boleradice • Borkovany • Bořetice • Brod nad Dyjí • Brumovice • Břeclav • Březí • Bulhary • Diváky • Dobré Pole • Dolní Dunajovice • Dolní Věstonice • Drnholec • Hlohovec • Horní Bojanovice • Horní Věstonice • Hrušky • Hustopeče • Jevišovka • Kašnice • Klentnice • Klobouky u Brna • Kobylí • Kostice • Krumvíř • Křepice • Kurdějov • Ladná • Lanžhot • Lednice • Mikulov • Milovice • Moravská Nová Ves • Moravský Žižkov • Morkůvky • Němčičky • Nikolčice • Novosedly • Nový Přerov • Pavlov • Perná • Podivín • Popice • Pouzdřany • Přítluky • Rakvice • Sedlec • Starovice • Starovičky • Strachotín • Šakvice • Šitbořice • Tvrdonice • Týnec • Uherčice • Valtice • Velké Bílovice • Velké Hostěrádky • Velké Němčice • Velké Pavlovice • Vrbice • Zaječí |
| Hodonín                                       | Archlebov • Blatnice pod Svatým Antonínkem • Blatnička • Bukovany • Bzenec • Čejč • Čejkovice • Čeložnice • Dambořice • Dolní Bojanovice • Domanín • Dražůvky • Dubňany • Hodonín • Hovorany • Hroznová Lhota • Hrubá Vrbka • Hýsly • Javorník • Ježov • Josefov • Karlín • Kelčany • Kněždub • Kostelec • Kozojídky • Kuželov • Kyjov • Labuty • Lipov • Louka • Lovčice • Lužice • Malá Vrbka • Mikulčice • Milotice • Moravany • Moravský Písek • Mouchnice • Mutěnice • Násedlovice • Nechvalín • Nenkovice • Nová Lhota • Nový Poddvorov • Ostrovánky • Petrov • Prušánky • Radějov • Ratíškovice • Rohatec • Skalka • Skoronice • Sobůlky • Starý Poddvorov • Stavěšice • Strážnice • Strážovice • Sudoměřice • Suchov • Svatobořice-Mistřín • Syrovín • Šardice • Tasov • Těmice • Terezín • Tvarožná Lhota • Uhřice • Vacenovice • Velká nad Veličkou • Veselí nad Moravou • Věteřov • Vlkoš • Vnorovy • Vracov • Vřesovice • Žádovice • Žarošice • Ždánice • Želetice • Žeravice • Žeraviny |
| Vyškov                                        | Bohaté Málkovice • Bohdalice-Pavlovice • Bošovice • Brankovice • Bučovice • Dětkovice • Dobročkovice • Dražovice • Drnovice • Drysice • Habrovany • Heršpice • Hlubočany • Hodějice • Holubice • Hostěrádky-Rešov • Hoštice-Heroltice • Hrušky • Hvězdlice • Chvalkovice • Ivanovice na Hané • Ježkovice • Kobeřice u Brna • Kojátky • Komořany • Kozlany • Kožušice • Krásensko • Křenovice • Křižanovice • Křižanovice u Vyškova • Kučerov • Letonice • Lovčičky • Luleč • Lysovice • Malínky • Medlovice • Milešovice • Milonice • Moravské Málkovice • Mouřínov • Němčany • Nemochovice • Nemojany • Nemotice • Nesovice • Nevojice • Nížkovice • Nové Sady • Olšany • Orlovice • Otnice • Podbřežice • Podivice • Podomí • Prusy-Boškůvky • Pustiměř • Račice-Pístovice • Radslavice • Rašovice • Rostěnice-Zvonovice • Rousínov • Ruprechtov • Rybníček • Slavkov u Brna • Snovídky • Studnice • Šaratice • Švábenice • Topolany • Tučapy • Uhřice • Vážany • Vážany nad Litavou • Velešovice • Vyškov • Zbýšov • Zelená Hora • vojenský újezd Březina |
| Znojmo                                        | Bantice • Běhařovice • Bezkov • Bítov • Blanné • Blížkovice • Bohutice • Bojanovice • Borotice • Boskovštejn • Božice • Břežany • Citonice • Ctidružice • Čejkovice • Čermákovice • Černín • Damnice • Dobelice • Dobřínsko • Dobšice • Dolenice • Dolní Dubňany • Dyjákovice • Dyjákovičky • Dyje • Džbánice • Grešlové Mýto • Havraníky • Hevlín • Hluboké Mašůvky • Hnanice • Hodonice • Horní Břečkov • Horní Dubňany • Horní Dunajovice • Horní Kounice • Hostěradice • Hostim • Hrabětice • Hrádek • Hrušovany nad Jevišovkou • Chvalatice • Chvalovice • Jamolice • Jaroslavice • Jevišovice • Jezeřany-Maršovice • Jiřice u Miroslavi • Jiřice u Moravských Budějovic • Kadov • Korolupy • Kravsko • Krhovice • Křepice • Křídlůvky • Kubšice • Kuchařovice • Kyjovice • Lančov • Lechovice • Lesná • Lesonice • Litobratřice • Lubnice • Lukov • Mackovice • Mašovice • Medlice • Mikulovice • Milíčovice • Miroslav • Miroslavské Knínice • Morašice • Moravský Krumlov • Našiměřice • Němčičky • Nový Šaldorf-Sedlešovice • Olbramkostel • Olbramovice • Oleksovice • Onšov • Oslnovice • Pavlice • Petrovice • Plaveč • Plenkovice • Podhradí nad Dyjí • Podmolí • Podmyče • Práče • Pravice • Prokopov • Prosiměřice • Přeskače • Rešice • Rozkoš • Rudlice • Rybníky • Skalice • Slatina • Slup • Stálky • Starý Petřín • Stošíkovice na Louce • Strachotice • Střelice • Suchohrdly u Miroslavi • Suchohrdly • Šafov • Šanov • Šatov • Štítary • Šumná • Tasovice • Tavíkovice • Těšetice • Trnové Pole • Trstěnice • Tulešice • Tvořihráz • Uherčice • Újezd • Únanov • Valtrovice • Vedrovice • Velký Karlov • Vémyslice • Vevčice • Višňové • Vítonice • Vracovice • Vranov nad Dyjí • Vranovská Ves • Vratěnín • Vrbovec • Výrovice • Vysočany • Zálesí • Zblovice • Znojmo • Želetice • Žerotice • Žerůtky |
| Města jsou vyznačena tučně, městyse kurzívou. | |

### Olomoucký kraj
| Okres                                         | Obce |
| --------------------------------------------- | --- |
| Jeseník                                       | Bělá pod Pradědem • Bernartice • Bílá Voda • Černá Voda • Česká Ves • Hradec-Nová Ves • Javorník • Jeseník • Kobylá nad Vidnavkou • Lipová-lázně • Mikulovice • Ostružná • Písečná • Skorošice • Stará Červená Voda • Supíkovice • Uhelná • Vápenná • Velká Kraš • Velké Kunětice • Vidnava • Vlčice • Zlaté Hory • Žulová |
| Olomouc                                       | Babice • Bělkovice-Lašťany • Bílá Lhota • Bílsko • Blatec • Bohuňovice • Bouzov • Bukovany • Bystročice • Bystrovany • Červenka • Daskabát • Dlouhá Loučka • Dolany • Doloplazy • Domašov nad Bystřicí • Domašov u Šternberka • Drahanovice • Dub nad Moravou • Dubčany • Grygov • Haňovice • Hlásnice • Hlubočky • Hlušovice • Hněvotín • Hnojice • Horka nad Moravou • Horní Loděnice • Hraničné Petrovice • Huzová • Charváty • Cholina • Jívová • Komárov • Kozlov • Kožušany-Tážaly • Krčmaň • Křelov-Břuchotín • Liboš • Lipina • Lipinka • Litovel • Loučany • Loučka • Luběnice • Luká • Lutín • Lužice • Majetín • Medlov • Měrotín • Město Libavá • Mladeč • Mladějovice • Moravský Beroun • Mrsklesy • Mutkov • Náklo • Náměšť na Hané • Norberčany • Nová Hradečná • Olbramice • Olomouc • Paseka • Pňovice • Přáslavice • Příkazy • Řídeč • Samotišky • Senice na Hané • Senička • Skrbeň • Slatinice • Slavětín • Strukov • Střeň • Suchonice • Svésedlice • Štarnov • Štěpánov • Šternberk • Šumvald • Těšetice • Tovéř • Troubelice • Tršice • Újezd • Uničov • Ústín • Velká Bystřice • Velký Týnec • Velký Újezd • Věrovany • Vilémov • Želechovice • Žerotín • vojenský újezd Libavá |
| Prostějov                                     | Alojzov • Bedihošť • Bílovice-Lutotín • Biskupice • Bohuslavice • Bousín • Brodek u Konice • Brodek u Prostějova • Březsko • Budětsko • Buková • Čehovice • Čechy pod Kosířem • Čelčice • Čelechovice na Hané • Dětkovice • Dobrochov • Dobromilice • Doloplazy • Drahany • Držovice • Dřevnovice • Dzbel • Hačky • Hluchov • Horní Štěpánov • Hradčany-Kobeřice • Hrdibořice • Hrubčice • Hruška • Hvozd • Ivaň • Jesenec • Kladky • Klenovice na Hané • Klopotovice • Konice • Kostelec na Hané • Koválovice-Osíčany • Kralice na Hané • Krumsín • Laškov • Lešany • Lipová • Ludmírov • Malé Hradisko • Mořice • Mostkovice • Myslejovice • Němčice nad Hanou • Nezamyslice • Niva • Obědkovice • Ohrozim • Ochoz • Olšany u Prostějova • Ondratice • Otaslavice • Otinoves • Pavlovice u Kojetína • Pěnčín • Pivín • Plumlov • Polomí • Prostějov • Prostějovičky • Protivanov • Přemyslovice • Ptení • Raková u Konice • Rakůvka • Rozstání • Seloutky • Skalka • Skřípov • Slatinky • Smržice • Srbce • Stařechovice • Stínava • Stražisko • Suchdol • Šubířov • Tištín • Tvorovice • Určice • Víceměřice • Vícov • Vincencov • Vitčice • Vranovice-Kelčice • Vrbátky • Vrchoslavice • Vřesovice • Výšovice • Zdětín • Želeč                                                                                      |
| Přerov                                        | Bělotín • Beňov • Bezuchov • Bohuslávky • Bochoř • Brodek u Přerova • Buk • Býškovice • Císařov • Citov • Čechy • Čelechovice • Černotín • Dobrčice • Dolní Nětčice • Dolní Těšice • Dolní Újezd • Domaželice • Dřevohostice • Grymov • Hlinsko • Horní Moštěnice • Horní Nětčice • Horní Těšice • Horní Újezd • Hrabůvka • Hradčany • Hranice • Hustopeče nad Bečvou • Jezernice • Jindřichov • Kladníky • Klokočí • Kojetín • Kokory • Křenovice • Křtomil • Lazníčky • Lazníky • Lhota • Lhotka • Lipník nad Bečvou • Lipová • Líšná • Lobodice • Luboměř pod Strážnou • Malhotice • Měrovice nad Hanou • Milenov • Milotice nad Bečvou • Nahošovice • Nelešovice • Oldřichov • Olšovec • Opatovice • Oplocany • Oprostovice • Osek nad Bečvou • Paršovice • Partutovice • Pavlovice u Přerova • Podolí • Polkovice • Polom • Potštát • Prosenice • Provodovice • Přerov • Přestavlky • Radíkov • Radkova Lhota • Radkovy • Radotín • Radslavice • Radvanice • Rakov • Rokytnice • Rouské • Říkovice • Skalička • Soběchleby • Sobíšky • Stará Ves • Stříbrnice • Střítež nad Ludinou • Sušice • Šišma • Špičky • Teplice nad Bečvou • Tovačov • Troubky • Tučín • Turovice • Týn nad Bečvou • Uhřičice • Ústí • Veselíčko • Věžky • Vlkoš • Všechovice • Výkleky • Zábeštní Lhota • Zámrsky • Žákovice • Želatovice |
| Šumperk                                       | Bludov • Bohdíkov • Bohuslavice • Bohutín • Branná • Bratrušov • Brníčko • Bušín • Dlouhomilov • Dolní Studénky • Drozdov • Dubicko • Hanušovice • Horní Studénky • Hoštejn • Hraběšice • Hrabišín • Hrabová • Hynčina • Chromeč • Jakubovice • Janoušov • Jedlí • Jestřebí • Jindřichov • Kamenná • Klopina • Kolšov • Kopřivná • Kosov • Krchleby • Lesnice • Leština • Libina • Líšnice • Loštice • Loučná nad Desnou • Lukavice • Malá Morava • Maletín • Mírov • Mohelnice • Moravičany • Nemile • Nový Malín • Olšany • Oskava • Palonín • Pavlov • Petrov nad Desnou • Písařov • Police • Postřelmov • Postřelmůvek • Rájec • Rapotín • Rejchartice • Rohle • Rovensko • Ruda nad Moravou • Sobotín • Staré Město • Stavenice • Sudkov • Svébohov • Šléglov • Štíty • Šumperk • Třeština • Úsov • Velké Losiny • Vernířovice • Vikantice • Vikýřovice • Vyšehoří • Zábřeh • Zborov • Zvole |
| Města jsou vyznačena tučně, městyse kurzívou. | |

### Moravskoslezský kraj
| Okres                                         | Obce |
| --------------------------------------------- | --- |
| Bruntál                                       | Andělská Hora • Bílčice • Bohušov • Brantice • Bruntál • Břidličná • Býkov-Láryšov • Čaková • Dětřichov nad Bystřicí • Dívčí Hrad • Dlouhá Stráň • Dolní Moravice • Dvorce • Heřmanovice • Hlinka • Holčovice • Horní Benešov • Horní Město • Horní Životice • Hošťálkovy • Janov • Jindřichov • Jiříkov • Karlova Studánka • Karlovice • Krasov • Krnov • Křišťanovice • Leskovec nad Moravicí • Lichnov • Liptaň • Lomnice • Ludvíkov • Malá Morávka • Malá Štáhle • Město Albrechtice • Mezina • Milotice nad Opavou • Moravskoslezský Kočov • Nová Pláň • Nové Heřminovy • Oborná • Osoblaha • Petrovice • Razová • Roudno • Rudná pod Pradědem • Rusín • Rýmařov • Ryžoviště • Slezské Pavlovice • Slezské Rudoltice • Stará Ves • Staré Heřminovy • Staré Město • Světlá Hora • Svobodné Heřmanice • Široká Niva • Třemešná • Tvrdkov • Úvalno • Václavov u Bruntálu • Valšov • Velká Štáhle • Vrbno pod Pradědem • Vysoká • Zátor                                                         |
| Frýdek-Místek                                 | Baška • Bílá • Bocanovice • Brušperk • Bruzovice • Bukovec • Bystřice • Čeladná • Dobrá • Dobratice • Dolní Domaslavice • Dolní Lomná • Dolní Tošanovice • Fryčovice • Frýdek-Místek • Frýdlant nad Ostravicí • Hnojník • Horní Domaslavice • Horní Lomná • Horní Tošanovice • Hrádek • Hrčava • Hukvaldy • Jablunkov • Janovice • Kaňovice • Komorní Lhotka • Košařiska • Kozlovice • Krásná • Krmelín • Kunčice pod Ondřejníkem • Lhotka • Lučina • Malenovice • Metylovice • Milíkov • Morávka • Mosty u Jablunkova • Návsí • Nižní Lhoty • Nošovice • Nýdek • Ostravice • Palkovice • Paskov • Pazderna • Písečná • Písek • Pražmo • Pržno • Pstruží • Raškovice • Ropice • Řeka • Řepiště • Sedliště • Smilovice • Soběšovice • Staré Hamry • Staré Město • Staříč • Střítež • Sviadnov • Třanovice • Třinec • Vělopolí • Vendryně • Vojkovice • Vyšní Lhoty • Žabeň • Žermanice |
| Karviná                                       | Albrechtice • Bohumín • Český Těšín • Dětmarovice • Dolní Lutyně • Doubrava • Havířov • Horní Bludovice • Horní Suchá • Chotěbuz • Karviná • Orlová • Petrovice u Karviné • Petřvald • Rychvald • Stonava • Těrlicko |
| Nový Jičín                                    | Albrechtičky • Bartošovice • Bernartice nad Odrou • Bílov • Bílovec • Bítov • Bordovice • Bravantice • Frenštát pod Radhoštěm • Fulnek • Heřmanice u Oder • Heřmánky • Hladké Životice • Hodslavice • Hostašovice • Jakubčovice nad Odrou • Jeseník nad Odrou • Jistebník • Kateřinice • Kopřivnice • Kujavy • Kunín • Libhošť • Lichnov • Luboměř • Mankovice • Mořkov • Mošnov • Nový Jičín • Odry • Petřvald • Příbor • Pustějov • Rybí • Sedlnice • Skotnice • Slatina • Spálov • Starý Jičín • Studénka • Suchdol nad Odrou • Šenov u Nového Jičína • Štramberk • Tichá • Tísek • Trnávka • Trojanovice • Velké Albrechtice • Veřovice • Vražné • Vrchy • Závišice • Ženklava • Životice u Nového Jičína |
| Opava                                         | Bělá • Bohuslavice • Bolatice • Branka u Opavy • Bratříkovice • Brumovice • Březová • Budišov nad Budišovkou • Budišovice • Čermná ve Slezsku • Darkovice • Děhylov • Dobroslavice • Dolní Benešov • Dolní Životice • Háj ve Slezsku • Hať • Hlavnice • Hlubočec • Hlučín • Hněvošice • Holasovice • Hrabyně • Hradec nad Moravicí • Chlebičov • Chuchelná • Chvalíkovice • Jakartovice • Jezdkovice • Kobeřice • Kozmice • Kravaře • Kružberk • Kyjovice • Lhotka u Litultovic • Litultovice • Ludgeřovice • Markvartovice • Melč • Mikolajice • Mladecko • Mokré Lazce • Moravice • Neplachovice • Nové Lublice • Nové Sedlice • Oldřišov • Opava • Otice • Píšť • Pustá Polom • Radkov • Raduň • Rohov • Skřipov • Slavkov • Služovice • Sosnová • Staré Těchanovice • Stěbořice • Strahovice • Sudice • Svatoňovice • Šilheřovice • Štáblovice • Štěpánkovice • Štítina • Těškovice • Třebom • Uhlířov • Velké Heraltice • Velké Hoštice • Větřkovice • Vítkov • Vršovice • Vřesina • Závada |
| Ostrava-město                                 | Čavisov • Dolní Lhota • Horní Lhota • Klimkovice • Olbramice • Ostrava • Stará Ves nad Ondřejnicí • Šenov • Václavovice • Velká Polom • Vratimov • Vřesina • Zbyslavice |
| Města jsou vyznačena tučně, městyse kurzívou. | |

### Zlínský kraj
| Okres                                         | Obce |
| --------------------------------------------- | --- |
| Kroměříž                                      | Bařice-Velké Těšany • Bezměrov • Blazice • Bořenovice • Brusné • Břest • Bystřice pod Hostýnem • Cetechovice • Dřínov • Holešov • Honětice • Horní Lapač • Hoštice • Hulín • Chomýž • Chropyně • Chvalčov • Chvalnov-Lísky • Jankovice • Jarohněvice • Karolín • Komárno • Koryčany • Kostelany • Kostelec u Holešova • Kroměříž • Kunkovice • Kurovice • Kvasice • Kyselovice • Lechotice • Litenčice • Loukov • Lubná • Ludslavice • Lutopecny • Martinice • Míškovice • Morkovice-Slížany • Mrlínek • Němčice • Nítkovice • Nová Dědina • Osíčko • Pacetluky • Pačlavice • Počenice-Tetětice • Podhradní Lhota • Prasklice • Pravčice • Prusinovice • Přílepy • Rajnochovice • Rataje • Roštění • Roštín • Rusava • Rymice • Skaštice • Slavkov pod Hostýnem • Soběsuky • Střílky • Střížovice • Sulimov • Šelešovice • Troubky-Zdislavice • Třebětice • Uhřice • Věžky • Vítonice • Vrbka • Zahnašovice • Záříčí • Zástřizly • Zborovice • Zdounky • Zlobice • Žalkovice • Žeranovice |
| Uherské Hradiště                              | Babice • Bánov • Bílovice • Bojkovice • Boršice u Blatnice • Boršice • Břestek • Březolupy • Březová • Buchlovice • Bystřice pod Lopeníkem • Částkov • Dolní Němčí • Drslavice • Hluk • Horní Němčí • Hostějov • Hostětín • Hradčovice • Huštěnovice • Jalubí • Jankovice • Kněžpole • Komňa • Korytná • Kostelany nad Moravou • Košíky • Kudlovice • Kunovice • Lopeník • Medlovice • Mistřice • Modrá • Nedachlebice • Nedakonice • Nezdenice • Nivnice • Ořechov • Ostrožská Lhota • Ostrožská Nová Ves • Osvětimany • Pašovice • Pitín • Podolí • Polešovice • Popovice • Prakšice • Rudice • Salaš • Slavkov • Staré Hutě • Staré Město • Starý Hrozenkov • Strání • Stříbrnice • Stupava • Suchá Loz • Sušice • Svárov • Šumice • Topolná • Traplice • Tučapy • Tupesy • Uherské Hradiště • Uherský Brod • Uherský Ostroh • Újezdec • Vápenice • Vážany • Velehrad • Veletiny • Vlčnov • Vyškovec • Záhorovice • Zlámanec • Zlechov • Žítková |
| Vsetín                                        | Branky • Bystřička • Dolní Bečva • Francova Lhota • Halenkov • Horní Bečva • Horní Lideč • Hošťálková • Hovězí • Huslenky • Hutisko-Solanec • Choryně • Jablůnka • Janová • Jarcová • Karolinka • Kateřinice • Kelč • Kladeruby • Krhová • Kunovice • Lačnov • Leskovec • Lešná • Lhota u Vsetína • Lidečko • Liptál • Loučka • Lužná • Malá Bystřice • Mikulůvka • Nový Hrozenkov • Oznice • Podolí • Police • Poličná • Pozděchov • Prlov • Prostřední Bečva • Pržno • Ratiboř • Rožnov pod Radhoštěm • Růžďka • Seninka • Střelná • Střítež nad Bečvou • Ústí • Valašská Bystřice • Valašská Polanka • Valašská Senice • Valašské Meziříčí • Velká Lhota • Velké Karlovice • Vidče • Vigantice • Vsetín • Zašová • Zděchov • Zubří |
| Zlín                                          | Bělov • Biskupice • Bohuslavice nad Vláří • Bohuslavice u Zlína • Bratřejov • Brumov-Bylnice • Březnice • Březová • Březůvky • Dešná • Dobrkovice • Dolní Lhota • Doubravy • Drnovice • Držková • Fryšták • Halenkovice • Haluzice • Horní Lhota • Hostišová • Hrobice • Hřivínův Újezd • Hvozdná • Jasenná • Jestřabí • Kaňovice • Karlovice • Kašava • Kelníky • Komárov • Křekov • Lhota • Lhotsko • Lípa • Lipová • Loučka • Ludkovice • Luhačovice • Lukov • Lukoveček • Lutonina • Machová • Mysločovice • Napajedla • Návojná • Nedašov • Nedašova Lhota • Neubuz • Oldřichovice • Ostrata • Otrokovice • Petrůvka • Podhradí • Podkopná Lhota • Pohořelice • Poteč • Pozlovice • Provodov • Racková • Rokytnice • Rudimov • Sazovice • Sehradice • Slavičín • Slopné • Slušovice • Spytihněv • Šanov • Šarovy • Štítná nad Vláří-Popov • Študlov • Tečovice • Tichov • Tlumačov • Trnava • Ublo • Újezd • Valašské Klobouky • Valašské Příkazy • Velký Ořechov • Veselá • Vizovice • Vlachova Lhota • Vlachovice • Vlčková • Všemina • Vysoké Pole • Zádveřice-Raková • Zlín • Želechovice nad Dřevnicí • Žlutava |
| Města jsou vyznačena tučně, městyse kurzívou. | |